# Revel (Haute-Garonne)
Pour les articles homonymes, voir Revel.
Revel est une commune française située dans le nord-est du département de la Haute-Garonne en région Occitanie.
Sur le plan historique et culturel, la commune est dans le Lauragais, l'ancien « Pays de Cocagne », lié à la fois à la culture du pastel et à l’abondance des productions, et de « grenier à blé du Languedoc ». Exposée à un climat océanique altéré, elle est drainée par le Sor, le Laudot, la Rigole de la Plaine, le ruisseau d'Aygo-Pesado, le ruisseau du Dourdou et par divers autres petits cours d'eau. La commune possède un patrimoine naturel remarquable composé de deux zones naturelles d'intérêt écologique, faunistique et floristique.
Revel est une commune urbaine qui compte 9 686 habitants en 2022. Elle est dans l'unité urbaine de Revel et fait partie de l'aire d'attraction de Revel. Ses habitants sont appelés les Revélois ou Revéloises.
Le patrimoine architectural de la commune comprend quatre immeubles protégés au titre des monuments historiques : le barrage de Saint-Ferréol, inscrit en 1997, l'épanchoir du Laudot, inscrit en 1998, le pont du Riat, inscrit en 1998, et la halle, classée en 2006.

## Géographie

### Localisation
La commune de Revel se trouve dans le département de la Haute-Garonne, en région Occitanie.
Elle se situe à 48 km à vol d'oiseau de Toulouse, préfecture du département.
La commune est par ailleurs ville-centre du bassin de vie de Revel.
Les communes les plus proches sont :
Garrevaques (4,0 km), Vaudreuille (4,1 km), Palleville (4,8 km), Sorèze (5,1 km), Belleserre (5,4 km), Durfort (5,6 km), Cahuzac (6,1 km), Roumens (6,1 km).
Sur le plan historique et culturel, Revel fait partie du Lauragais, occupant une vaste zone, autour de l’axe central que constitue le canal du Midi, entre les agglomérations de Toulouse au nord-ouest et Carcassonne au sud-est et celles de Castres au nord-est et Pamiers au sud-ouest. C'est l'ancien « Pays de Cocagne », lié à la fois à la culture du pastel et à l’abondance des productions, et de « grenier à blé du Languedoc ».
Revel est limitrophe de onze autres communes dont cinq communes dans le département du Tarn et deux communes dans le département de l'Aude.
Les communes limitrophes sont  Belleserre, Blan, Garrevaques, La Pomarède, Montgey, Montégut-Lauragais, Nogaret, Palleville, Saint-Félix-Lauragais, Sorèze et Vaudreuille.
| Garrevaques (Tarn), Montgey (Tarn), Nogaret | Palleville, Blan (Tarn) | Belleserre (Tarn)                      |
| Montégut-Lauragais, Saint-Félix-Lauragais   | Revel                   | Sorèze (Tarn)                          |
| La Pomarède (Aude)                          | Vaudreuille             | Les Brunels (Aude, par un quadripoint) |

### Géologie et relief
La superficie de la commune est de 3 531 hectares ; son altitude varie de 179 à 381 mètres.

### Hydrographie

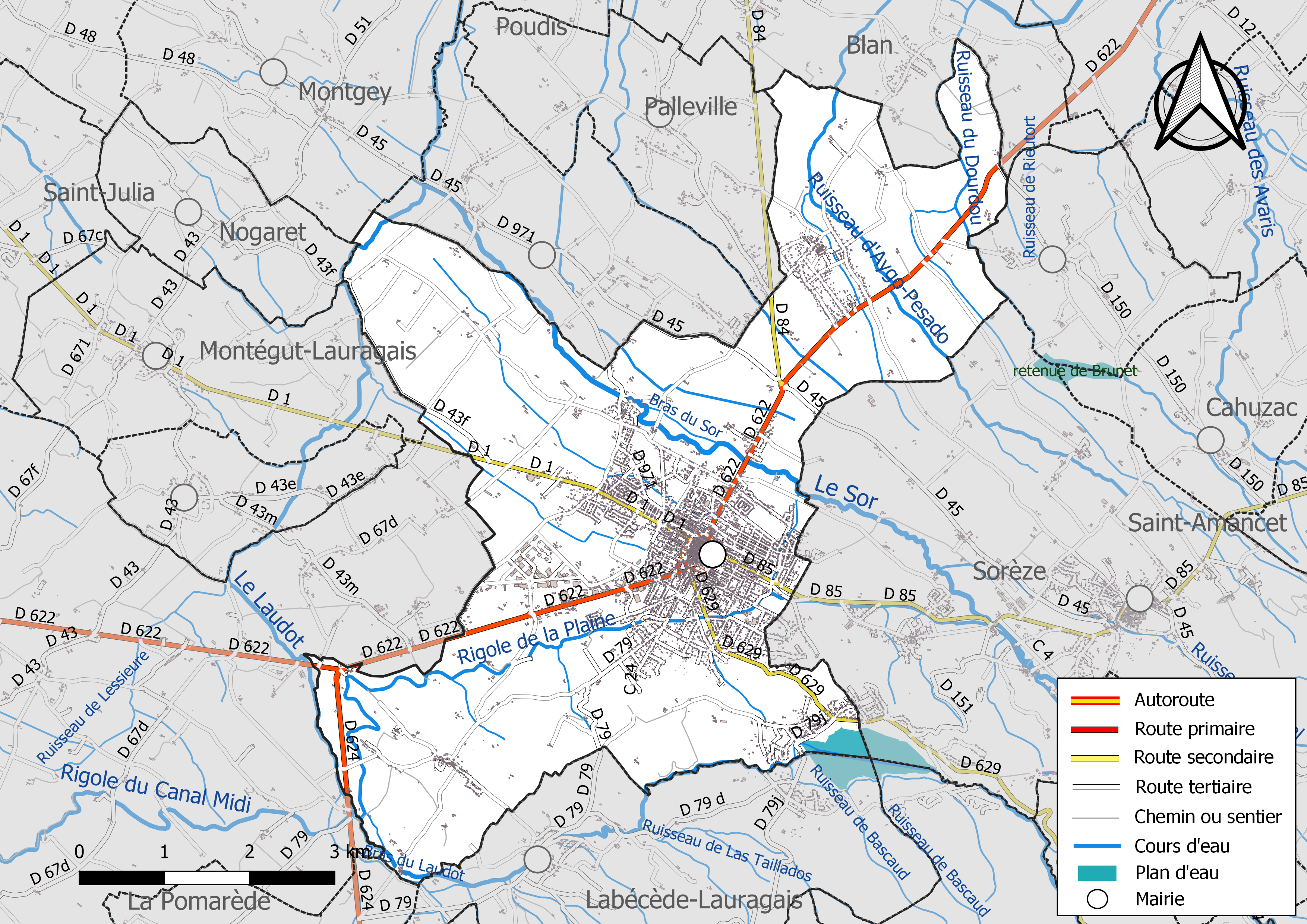
Réseaux hydrographique et routier de Revel.

La commune est dans le bassin de la Garonne, au sein du bassin hydrographique Adour-Garonne. Elle est drainée par le Sor, le Laudot, la Rigole de la Plaine, le ruisseau d'Aygo-Pesado, le ruisseau du Dourdou, un bras du Laudot, un bras du Laudot un bras du Sor le ruisseau de Rieutort et par divers petits cours d'eau, constituant un réseau hydrographique de 45 km de longueur totale,.
Le Sor, d'une longueur totale de 60,8 km, prend sa source dans la commune d'Arfons (81) et s'écoule vers le sud-est puis se réoriente vers le nord-ouest, puis le nord-est et enfin le nord. Il traverse la commune et se jette dans l'Agout à Sémalens (81), après avoir traversé 16 communes.
Le Laudot, d'une longueur totale de 22,9 km, prend sa source dans la commune des Les Cammazes (81) et s'écoule vers l'ouest puis se réoriente au nord. Il traverse la commune et se jette dans le Sor à Garrevaques (81), après avoir traversé 10 communes.
La Rigole de la Plaine, d'une longueur totale de 12,1 km, prend sa source dans la commune de Durfort (81) et s'écoule d'est en ouest. Elle traverse la commune et se jette dans le Laudot à Saint-Félix-Lauragais, après avoir traversé 4 communes.
Le ruisseau d'Aygo-Pesado, d'une longueur totale de 12,2 km, prend sa source dans la commune de Sorèze (81) et s'écoule du sud-est vers le nord-ouest puis vers le nord. Il traverse la commune et se jette dans le Sor à Blan (81), après avoir traversé 3 communes.

### Climat
Pour des articles plus généraux, voir Climat de l'Occitanie et Climat de la Haute-Garonne.
En 2010, le climat de la commune est de type climat du Bassin du Sud-Ouest, selon une étude s'appuyant sur une série de données couvrant la période 1971-2000. En 2020, Météo-France publie une typologie des climats de la France métropolitaine dans laquelle la commune est exposée à un climat océanique altéré et est dans la région climatique Aquitaine, Gascogne, caractérisée par une pluviométrie abondante au printemps, modérée en automne, un faible ensoleillement au printemps, un été chaud (19,5 °C), des vents faibles, des brouillards fréquents en automne et en hiver et des orages fréquents en été (15 à 20 jours).
Pour la période 1971-2000, la température annuelle moyenne est de 13,4 °C, avec une amplitude thermique annuelle de 15,6 °C. Le cumul annuel moyen de précipitations est de 821 mm, avec 8,6 jours de précipitations en janvier et 5,4 jours en juillet. Pour la période 1991-2020, la température moyenne annuelle observée sur la station météorologique installée sur la commune est de 13,5 °C et le cumul annuel moyen de précipitations est de 892,6 mm,. Pour l'avenir, les paramètres climatiques de la commune estimés pour 2050 selon différents scénarios d'émission de gaz à effet de serre sont consultables sur un site dédié publié par Météo-France en novembre 2022.
| Mois                                  | jan.             | fév.           | mars          | avril         | mai           | juin          | jui.          | août          | sep.         | oct.          | nov.            | déc.           | année      |
| ------------------------------------- | ---------------- | -------------- | ------------- | ------------- | ------------- | ------------- | ------------- | ------------- | ------------ | ------------- | --------------- | -------------- | ---------- |
| Température minimale moyenne (°C)     | 2,5              | 2,4            | 4,7           | 6,8           | 10,4          | 13,5          | 15,6          | 15,9          | 12,8         | 10,3          | 5,7             | 3,4            | 8,7        |
| Température moyenne (°C)              | 5,8              | 6,5            | 9,5           | 11,9          | 15,6          | 19,2          | 21,8          | 22            | 18,3         | 14,7          | 9,4             | 6,8            | 13,5       |
| Température maximale moyenne (°C)     | 9,2              | 10,6           | 14,3          | 16,9          | 20,8          | 24,9          | 28,1          | 28,2          | 24           | 19,1          | 13,1            | 10,2           | 18,3       |
| Record de froid (°C) date du record   | −16,5 16.01.1985 | −15 20.02.1956 | −9,5 02.03.05 | −4 12.04.1958 | 0 06.05.1985  | 0,7 01.06.06  | 7,5 15.07.16  | 6 28.08.1985  | 2 30.09.1936 | −2,5 25.10.03 | −7,5 22.11.1988 | −12 17.12.1933 | −16,5 1985 |
| Record de chaleur (°C) date du record | 20 29.01.02      | 24 27.02.19    | 29 11.03.1981 | 30 29.04.05   | 33,2 21.05.22 | 40,2 17.06.22 | 39,6 17.07.22 | 42,7 23.08.23 | 35 11.09.22  | 32,7 10.10.23 | 25 20.11.1994   | 21,2 24.12.22  | 42,7 2023  |
| Précipitations (mm)                   | 77,5             | 55,7           | 67            | 95,1          | 94,4          | 79,7          | 58,5          | 53,8          | 74,7         | 79,3          | 87              | 69,9           | 892,6      |

### Milieux naturels et biodiversité

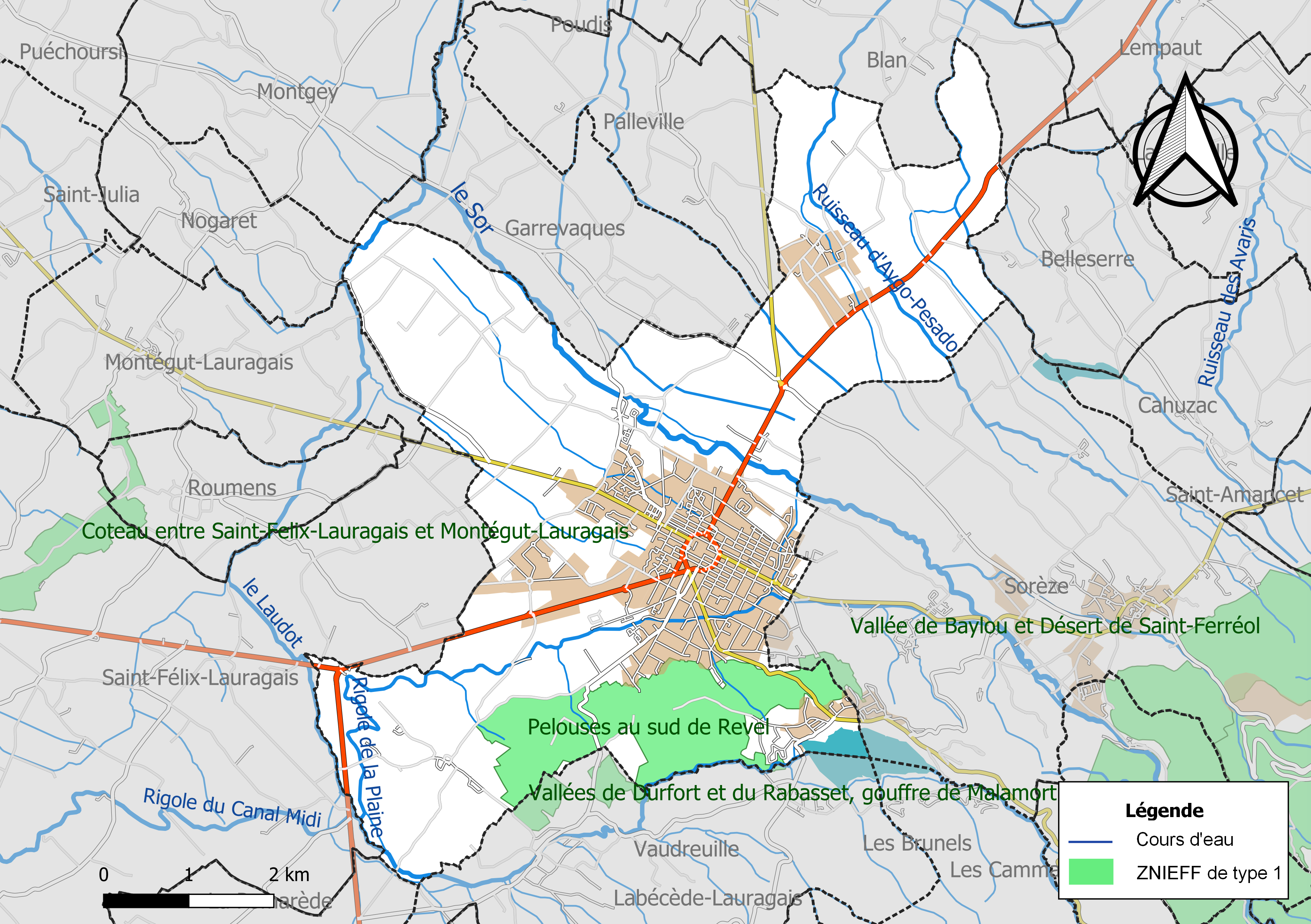
Carte de la ZNIEFF de type 1 localisée sur la commune.

L’inventaire des zones naturelles d'intérêt écologique, faunistique et floristique (ZNIEFF) a pour objectif de réaliser une couverture des zones les plus intéressantes sur le plan écologique, essentiellement dans la perspective d’améliorer la connaissance du patrimoine naturel national et de fournir aux différents décideurs un outil d’aide à la prise en compte de l’environnement dans l’aménagement du territoire.
Une ZNIEFF de type 1 est recensée sur la commune :
les « pelouses au sud de Revel » (415 ha), couvrant 3 communes dont deux dans la Haute-Garonne et une dans le Tarn et une ZNIEFF de type 2, :
la « montagne Noire (versant Nord) » (31 971 ha), couvrant 37 communes dont 14 dans l'Aude, deux dans la Haute-Garonne, trois dans l'Hérault et 18 dans le Tarn.

## Urbanisme

### Typologie
Au 1er janvier 2024, Revel est catégorisée petite ville, selon la nouvelle grille communale de densité à sept niveaux définie par l'Insee en 2022.
Elle appartient à l'unité urbaine de Revel, une unité urbaine monocommunale constituant une ville isolée,. Par ailleurs la commune fait partie de l'aire d'attraction de Revel, dont elle est la commune-centre,. Cette aire, qui regroupe 16 communes, est catégorisée dans les aires de moins de 50 000 habitants,.

### Occupation des sols
L'occupation des sols de la commune, telle qu'elle ressort de la base de données européenne d’occupation biophysique des sols Corine Land Cover (CLC), est marquée par l'importance des territoires agricoles (77 % en 2018), en diminution par rapport à 1990 (84,9 %). La répartition détaillée en 2018 est la suivante :
terres arables (47,5 %), prairies (25,9 %), zones urbanisées (16,6 %), zones agricoles hétérogènes (3,5 %), forêts (3,3 %), zones industrielles ou commerciales et réseaux de communication (2,6 %), eaux continentales (0,5 %). L'évolution de l’occupation des sols de la commune et de ses infrastructures peut être observée sur les différentes représentations cartographiques du territoire : la carte de Cassini (XVIIIe siècle), la carte d'état-major (1820-1866) et les cartes ou photos aériennes de l'IGN pour la période actuelle (1950 à aujourd'hui).

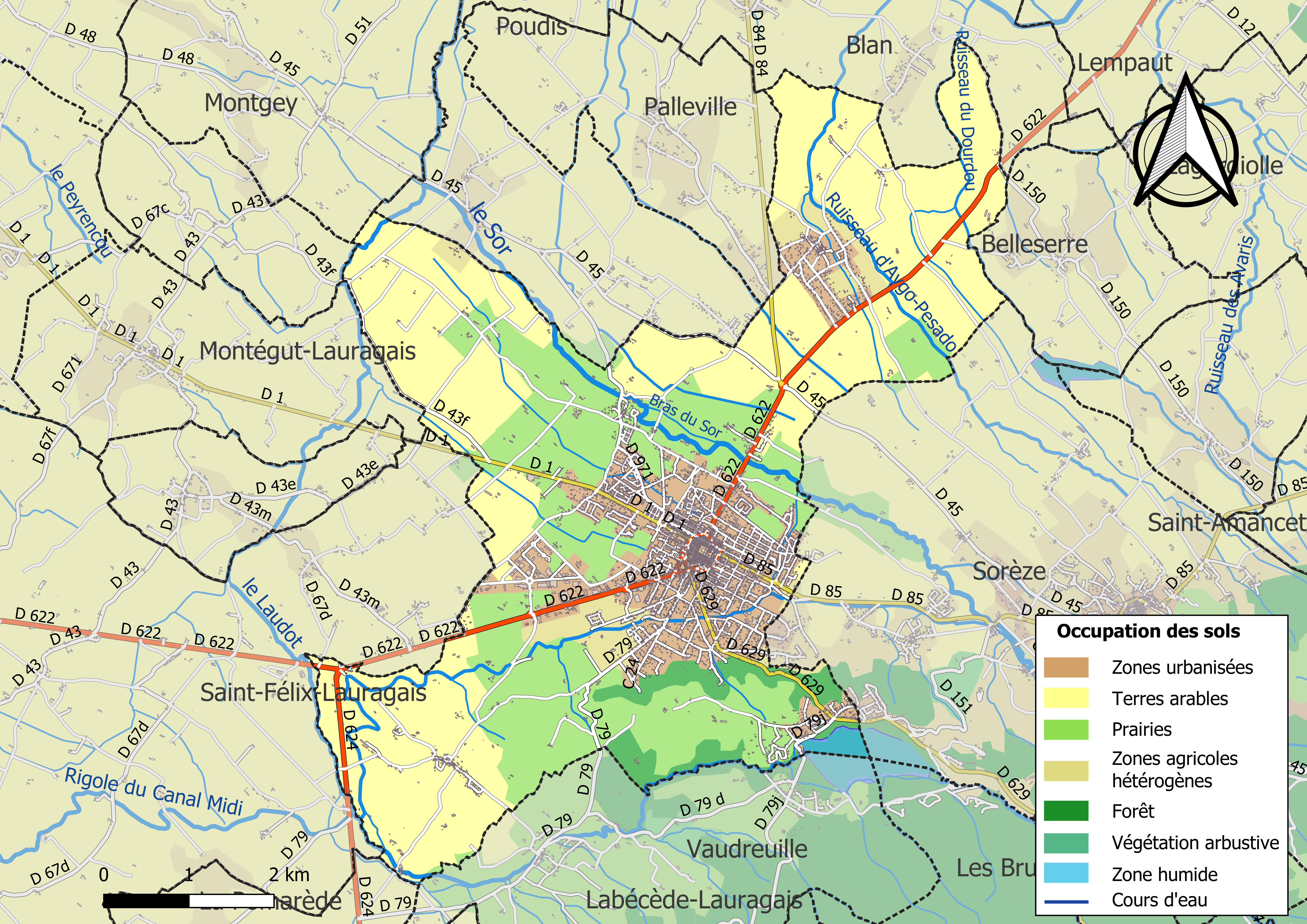
Carte des infrastructures et de l'occupation des sols de la commune en 2018 (CLC).

### Villages, hameaux, écarts, lieux-dits
Revel compte :
- 3 hameaux : Couffinal, Dreulhe (ou Dreuilhe), Vaure.
- de nombreux lieux-dits[21] : l'Albarel, Beauséjour, les Bourrels, la Petite Poncé, le Pont-de-la-Mayre, les Pugets, les Ouillès, Saint-Ferréol (ou le lac de Saint-Ferréol), Saint-Pierre, les Trois-Coucuts, En Couyoulet, etc. (liste non exhaustive).

### Voies de communication et transports

#### Voies aériennes
Les aéroports les plus proches de Revel sont :
- l'aéroport de Castres-Mazamet à 30 km,
- l'aéroport de Carcassonne-Salvaza à 46 km,
- l'aéroport de Toulouse-Blagnac à 70 km.

#### Voies ferroviaires
Les gares ferroviaires les plus proches sont :
- la gare de Castelnaudary à 21 km,
- la gare de Castres à 26 km,
- la gare de Carcassonne à 46 km,
- la gare de Toulouse-Matabiau à 62 km.

Mise en service en 1865, la gare de Revel a fermé ses portes définitivement en 1985.
La commune a été desservie par des voies ferrés départementales, vers Castres par "l'électrique" du VFDM (entre 1930 et 1939), et vers Toulouse par le "petit train noir" du CFSO (entre 1906 et 1947).

#### Voies routières
La commune est traversée par :
- la D622 en direction de Toulouse et Castres,
- la D1 en direction de Toulouse,
- la D622 puis 624 en direction de Castelnaudary,
- la D85 en direction de Sorèze.

#### Transports en commun
La commune bénéficie de lignes d'autocars régulières du réseau régional liO, notamment vers Toulouse, Castres et Castelnaudary. Elles ont toutes pour terminus la Salle Claude Nougaro ou le lac de Saint-Ferréol. Il s'agit des lignes 356 et 357 qui mènent à Toulouse ; la ligne 414 qui mène à Castelnaudary ; les lignes 761 et 767 qui mènent à Castres.

### Risques majeurs
Le territoire de la commune de Revel est vulnérable à différents aléas naturels : météorologiques (tempête, orage, neige, grand froid, canicule ou sécheresse), inondations, feux de forêts et séisme (sismicité très faible). Il est également exposé à un risque technologique, la rupture d'un barrage, et à un risque particulier : le risque de radon. Un site publié par le BRGM permet d'évaluer simplement et rapidement les risques d'un bien localisé soit par son adresse soit par le numéro de sa parcelle.

#### Risques naturels
Certaines parties du territoire communal sont susceptibles d’être affectées par le risque d’inondation par débordement de cours d'eau, notamment le Laudot, la Rigole de la Plaine et le ruisseau d'Aygo-Pesado. La commune a été reconnue en état de catastrophe naturelle au titre des dommages causés par les inondations et coulées de boue survenues en 1982, 1992, 1998, 1999, 2000, 2009 et 2010,.
Un plan départemental de protection des forêts contre les incendies a été approuvé par arrêté préfectoral du 25 septembre 2006. Revel est exposée au risque de feu de forêt du fait de la présence sur son territoire du massif de la Montagne noire. Il est ainsi défendu aux propriétaires de la commune et à leurs ayants droit de porter ou d’allumer du feu dans l'intérieur et à une distance de 200 mètres des bois, forêts, plantations, reboisements ainsi que des landes. L’écobuage est également interdit, ainsi que les feux de type méchouis et barbecues, à l’exception de ceux prévus dans des installations fixes (non situées sous couvert d'arbres) constituant une dépendance d'habitation,

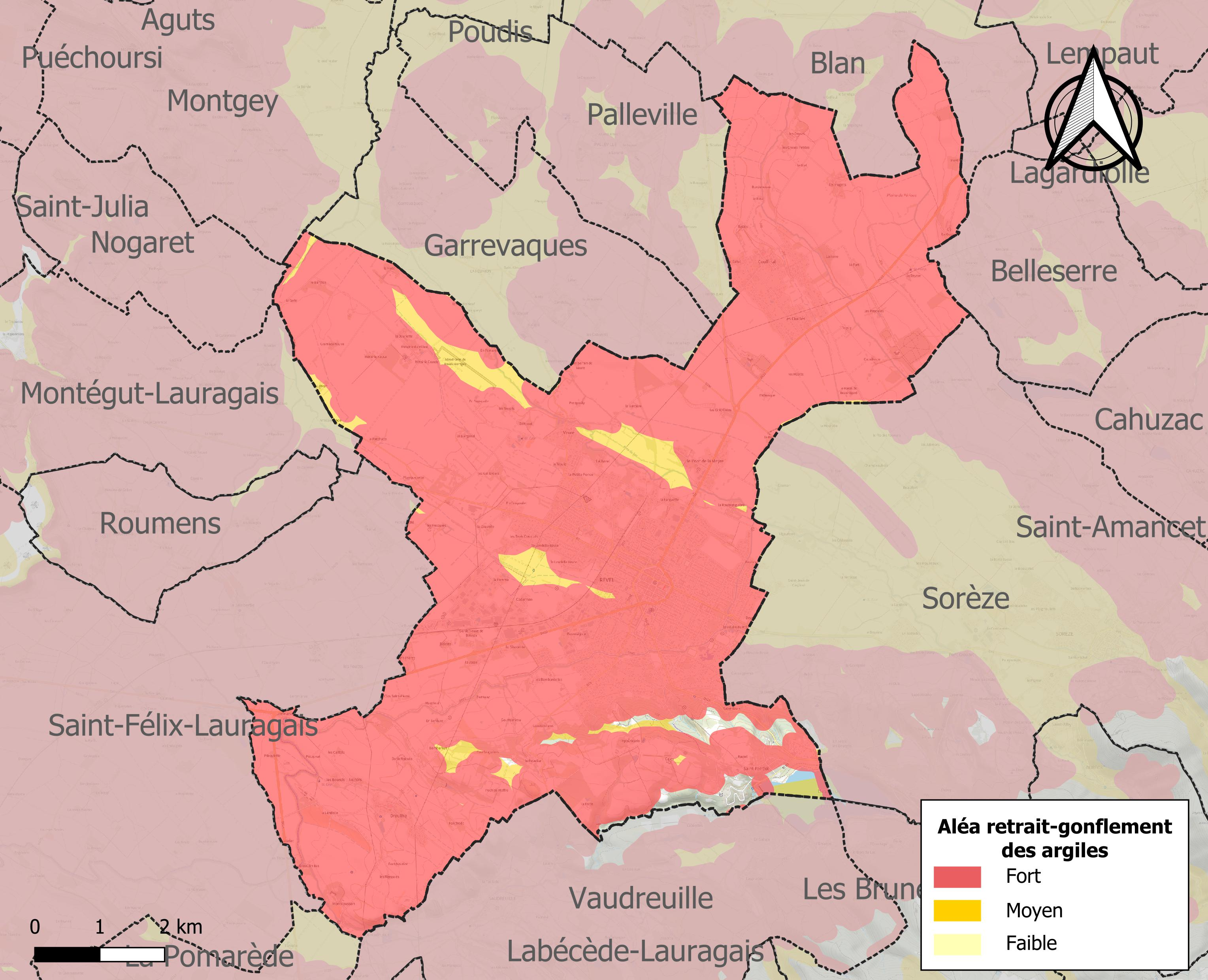
Carte des zones d'aléa retrait-gonflement des sols argileux de Revel.

Le retrait-gonflement des sols argileux est susceptible d'engendrer des dommages importants aux bâtiments en cas d’alternance de périodes de sécheresse et de pluie. 98,2 % de la superficie communale est en aléa moyen ou fort (88,8 % au niveau départemental et 48,5 % au niveau national). Sur les 4 059 bâtiments dénombrés sur la commune en 2019, 4 005 sont en aléa moyen ou fort, soit 99 %, à comparer aux 98 % au niveau départemental et 54 % au niveau national. Une cartographie de l'exposition du territoire national au retrait gonflement des sols argileux est disponible sur le site du BRGM,.
Par ailleurs, afin de mieux appréhender le risque d’affaissement de terrain, l'inventaire national des cavités souterraines permet de localiser celles situées sur la commune.
Concernant les mouvements de terrains, la commune a été reconnue en état de catastrophe naturelle au titre des dommages causés par la sécheresse en 1989, 1991, 2002, 2003, 2012, 2016 et 2019 et par des mouvements de terrain en 1999.

#### Risques technologiques
La commune est en outre située en aval du barrage des Cammazes sur le cours du Sor, dans le massif de la montagne Noire dans le département du Tarn. À ce titre elle est susceptible d’être touchée par l’onde de submersion consécutive à la rupture de cet ouvrage.

#### Risque particulier
Dans plusieurs parties du territoire national, le radon, accumulé dans certains logements ou autres locaux, peut constituer une source significative d’exposition de la population aux rayonnements ionisants. Certaines communes du département sont concernées par le risque radon à un niveau plus ou moins élevé. Selon la classification de 2018, la commune de Revel est classée en zone 3, à savoir zone à potentiel radon significatif.

## Toponymie
L'origine du nom serait à chercher dans la dénomination d'un "Mont Revel" situé à proximité, et dont l'appellation aurait son origine dans le mot latin rebellis "celui qui commence la guerre, qui se révolte, rebelle, indocile",

## Histoire

### Préhistoire et Antiquité

Panthère attaquant un cavalier Musée Saint-Raymond

La ville de Revel a été fondée relativement tard (1342), cependant la plaine et le site de Revel ont été occupés dès le Néolithique.
Les Celtes sont apparus vers -300 et se sont mélangés aux Aquitains, Ligures et Ibères dans le pays. Les noms de Vauré (Vabero) et Dreuilhe (Druilla) sont les noms d'établissements gaulois.

La plaine de Revel voit apparaître des domaines ruraux (villas) après la colonisation du pays par les Romains.

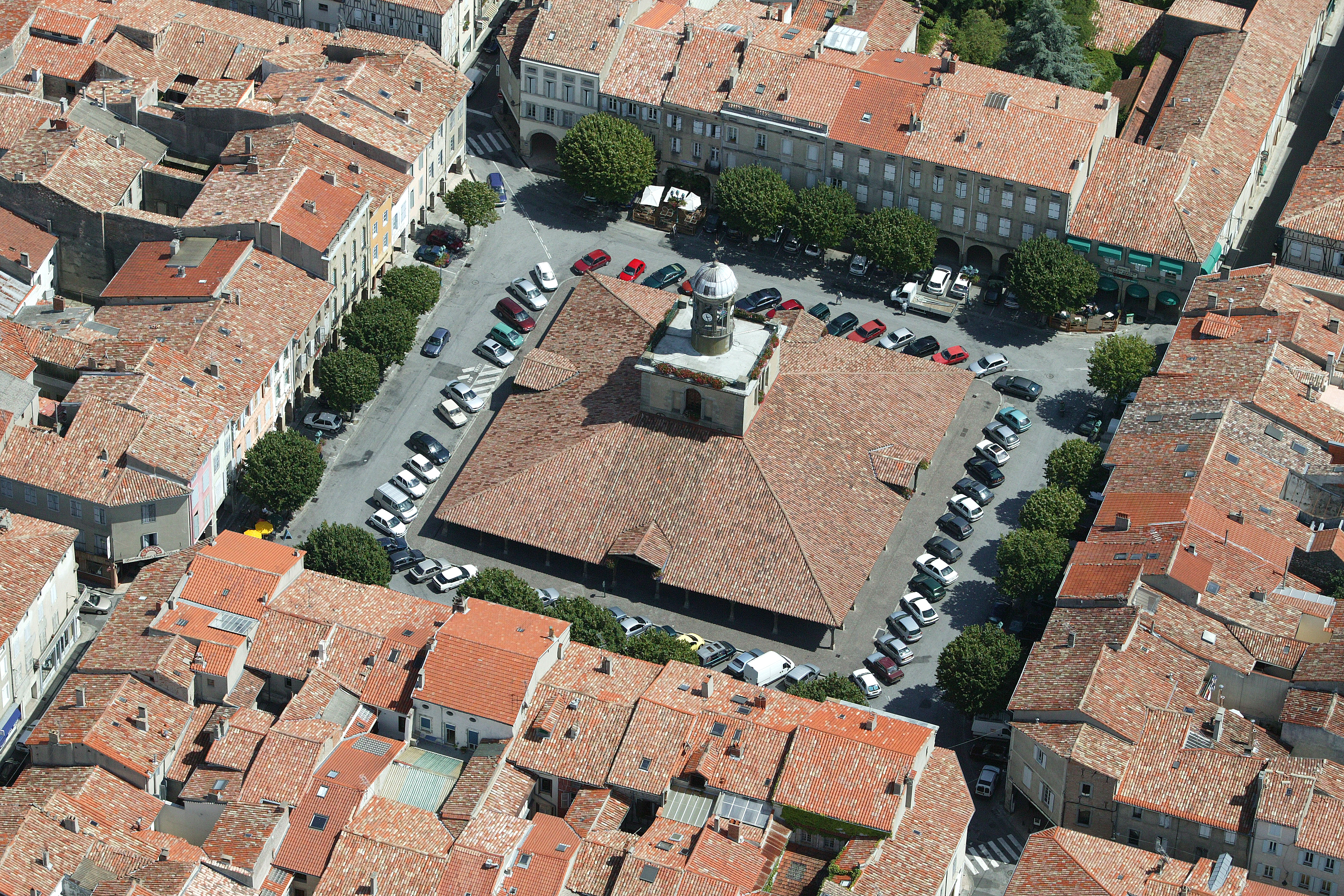
Vue sur la place centrale de Revel

### Moyen Âge
Dès le VIe siècle, des regroupements urbains se forment sur le territoire.
Contrairement à beaucoup de villes, Revel n’est pas née d’un regroupement de population autour d’une villa gallo-romaine, d’un château ou d’un monastère.
La bastide de Revel est fondée en 1342 par le roi Philippe VI de Valois sur la Via Tolosane sous le nom de La Bastide de Lavaur, sur les forêts de Vauré et Dreuilhe. Ce fut l'une des dernières bastides créées, la plupart d’entre elles ont vu le jour au XIIIe siècle. Cette bastide s’organise autour d’une place centrale où convergent les rues organisées en damier.
Le charte de fondation est rédigée par le sénéchal du Toulousain et de l’Albigeois. Elle est remise aux représentants de la bastide le 8 juin 1342. Elle comportait 89 articles qui décrivaient les privilèges accordés aux habitants de cette ville nouvelle.
Elle dispose, dès sa création, et ce pendant deux siècles, d'une franchise politique : le consulat. Cela fait, de par cette charte, le roi octroie le pouvoir de la ville à six consuls (des bourgeois), puis à quatre par la suite. Ils avaient un pouvoir politique et administratif très étendu.
Justice
En ce qui concerne la justice, le bayle représentait le roi aux côtés des consuls. Il assistait au nom du roi aux procès et veillait à la perception des droits seigneuriaux.
D'après une lettre patente royale, en 1474, le Parlement de Toulouse s'est réfugié à Revel, à cause de la peste.
Défense
Revel fut créée pendant une période difficile : celle de la guerre de Cent Ans (1337-1453). À cela s'ajoute l'épidémie de peste de 1348 qui réduit la population de moitié.
L'article 22 de la charte de fondation de Revel permettant de mettre en place un système défensif pour la ville, une muraille fut rapidement érigée dès 1355. Les habitants de Revel craignaient l'arrivée des Anglais après les ravages causés par le prince Édouard de Woodstock à Castelnaudary et Carcassonne.
Les remparts étaient autrefois découpés de quatre portes situées à l’extrémité de la rue Notre-Dame (porte Notre Dame en direction de Carcassonne), rue Marius Audouy (porte Saint-Antoine en direction de Toulouse), rue Victor Hugo (porte de Castres) et rue de Sorèze (porte de Sorèze). Aujourd'hui, le "tour de ville" (les grands boulevards qui font le tour de la bastide) remplace les remparts.
Vers 1416, les Anglais partent du territoire.
En 1462, sous le règne de Louis XI, la sécurité se rétablit et le prestige de Revel revient alors peu à peu.

### Époque moderne
Le premier blason de la ville est créé en 1497.
Revel devint alors un haut lieu de commerce du pastel, plante dont était extraite une teinture bleue qui fera la réputation de la région. Le Lauragais, pays de Cocagne tire son nom de la plante ("coques" ou "coquaignes" qui sont des petits pains de pastel).
Pendant les guerres de Religion, il y aura de nombreux affrontements entre protestants et catholiques pour le gouvernement de la ville. L'église Notre-Dame-des-Grâces sera pillée en 1567, démolie en 1576 puis reconstruite au début du règne d'Henri IV. La ville devint au XVIe siècle une place forte des huguenots, qui fut démantelée en 1629, en conséquence de la paix d'Alès. En 1621, l'église est encore démolie. Elle est modestement reconstruite mais attendra 1736 pour une reconstruction plus digne. C'est d'ailleurs celle que nous connaissons aujourd'hui hormis quelques modifications, notamment pendant la Révolution et à la fin du XIXe siècle. Son clocher fut édifié de 1845 à 1850.
Après des années tragiques, le calme revint peu à peu.
À partir du XVIIIe siècle, sous Louis XVI, Revel s'embellit grâce à d'importants travaux publics :
- construction du boulevard circulaire et plantation d'ormes sur les anciens fossés comblés en 1779 ;
- réalisation d'une promenade plantée d'arbres, reliant la rue des Teinturiers au padouvenc Saint-Antoine (commencée en 1780, elle fut terminée en 1790 et appelée Promenade de la Liberté, aujourd'hui allée Charles de Gaulle) ;
- construction de fontaines publiques rue du Taur et rue de Castres ;
- ouverture de deux portes supplémentaires à Vaure et Dreuilhe ;
- construction d'un hôpital terminé en 1815.

Le commerce prend de plus en plus d'ampleur et la ville devient chef-lieu de district en 1790 jusqu'en 1795.
Revel a été depuis sa fondation une terre de religion. Plusieurs communautés religieuses s'y trouvent :
- les bénédictins ;
- les antonins ;
- les doctrinaires ;
- les dominicains ;
- les frères des Écoles chrétiennes.

### Pierre Paul Riquet
Au XVIIe siècle, la ville se retrouve criblée de dettes. Pierre Paul Riquet, banquier et homme d'affaires, prête une grosse somme d'argent à la ville. C'est ainsi qu'il se fait connaître. Il a le projet de se faire rejoindre l'océan Atlantique et la Méditerranée par la construction d'un canal : le canal du Midi.
Connu sous le nom de Jean Fabre à Revel, il fait la connaissance de certains habitants de Revel qui connaissent bien le territoire. Pierre Camas, fontainier de la ville, lui donne l'idée d'aménager une réserve d'eau (aujourd'hui le lac de Saint-Ferréol) en se servant des eaux de la rigole de la montagne Noire, tout cela dans le but d'alimenter ce fameux canal.
Avec l'approbation du roi, les travaux débutent en 1667 et s’achèveront en 1680.

## Politique et administration
Le nombre d'habitants de la commune étant compris entre 5 000 et 9 999 au dernier recensement, le nombre de membres du conseil municipal est de 29.

### Rattachements administratifs et électoraux
La commune fait partie de la septième circonscription de la Haute-Garonne de la communauté de communes du Lauragais-Revel-Sorèzois et du canton de Revel.

### Liste des maires
| Période                                  | Période         | Identité         | Étiquette                           | Qualité |
| ---------------------------------------- | --------------- | ---------------- | ----------------------------------- | --- |
| Les données manquantes sont à compléter. |                 |                  |                                     | |
| mai 1929                                 | avril 1935      | Marius Audouy    | SFIO                                | Employé des Postes                                                                                                 |
| mai 1935                                 | décembre 1943   | George Taussac   |                                     | |
| janvier 1944                             | septembre 1944  | Félix Carrade    | Délégation du gouvernement de Vichy | Médecin |
| septembre 1944                           | 1974            | Roger Sudre      | SFIO puis PS                        | Professeur de Lettres Conseiller général                                                                           |
| avril 1974                               | 1989            | Jean Ricalens    | PS                                  | Conseiller général, député suppléant de Maurice Andrieu (1973-1978)                                                |
| mars 1989                                | 31 octobre 2017 | Alain Chatillon  | UDI rattaché au groupe LR au Sénat  | Chef d'entreprise Sénateur depuis 2008 Président de la Communauté de communes Lauragais Revel Sorezois (2008-2017) |
| 6 novembre 2017                          | 2020            | Étienne Thibault | DVD                                 | Retraité de la Marine Nationale                                                                                    |
| 2020                                     | En cours        | Laurent Hourquet | DVC                                 | Président de la Communauté de communes Lauragais Revel Sorezois (depuis 2020)                                      |

## Population et société

### Démographie
| 1793  | 1800  | 1806  | 1821  | 1831  | 1836  | 1841  | 1846  | 1851  |
| ----- | ----- | ----- | ----- | ----- | ----- | ----- | ----- | ----- |
| 3 743 | 4 333 | 5 009 | 5 190 | 5 453 | 5 824 | 5 714 | 6 044 | 5 933 |

| 1856  | 1861  | 1866  | 1872  | 1876  | 1881  | 1886  | 1891  | 1896  |
| ----- | ----- | ----- | ----- | ----- | ----- | ----- | ----- | ----- |
| 5 085 | 5 281 | 5 598 | 5 539 | 5 613 | 5 477 | 5 529 | 5 566 | 5 393 |

| 1901  | 1906  | 1911  | 1921  | 1926  | 1931  | 1936  | 1946  | 1954  |
| ----- | ----- | ----- | ----- | ----- | ----- | ----- | ----- | ----- |
| 5 457 | 5 553 | 5 596 | 5 042 | 5 133 | 5 241 | 5 362 | 5 508 | 5 466 |

| 1962  | 1968  | 1975  | 1982  | 1990  | 1999  | 2004  | 2006  | 2009  |
| ----- | ----- | ----- | ----- | ----- | ----- | ----- | ----- | ----- |
| 6 411 | 6 843 | 7 164 | 7 448 | 7 520 | 7 985 | 8 648 | 8 856 | 9 253 |

| 2014  | 2019  | 2022  | - | - | - | - | - | - |
| ----- | ----- | ----- | - | - | - | - | - | - |
| 9 387 | 9 637 | 9 686 | - | - | - | - | - | - |

| selon la population municipale des années : | 1968 | 1975 | 1982 | 1990 | 1999 | 2006 | 2009 | 2013 |
| Rang de la commune dans le département      | 6    | 9    | 12   | 16   | 17   | 17   | 17   | 18   |
| Nombre de communes du département           | 592  | 582  | 586  | 588  | 588  | 588  | 589  | 589  |

### Service public
Gendarmerie, sapeurs-pompiers, perception, bureau de poste, pôle routier (ex-DDE)

### Enseignement

#### Services de petite enfance
La petite enfance est gérée par la Communauté de communes Lauragais Revel Sorézois depuis le 1er janvier 2006.
Le territoire de la Communauté de communes comprend quatre crèches qui assurent l’accueil collectif pour les moins de 3 ans pour une capacité d’accueil totale d'une centaine d'enfants.
- Crèche : la crèche "Les P'tits Clous" située sur la commune de Revel,
- Relais d'assistantes maternelles intercommunal : réseau de 90 assistantes maternelles. Un RAM itinérant est présent à Revel les lundis, mardis et vendredis matin,
- Protection Maternelle Infantile : géré par le conseil départemental de la Haute-Garonne, le centre PMI de la commune est situé à la maison des solidarités,
- Espace famille : un espace destiné aux familles (conseils pour les parents, jeux pour les enfants) est également proposé au CCAS - Centre social de Revel.

#### Écoles
La commune dispose d'un :
- Enseignement public primaire avec :
  - l'école maternelle et élémentaire Roger Sudre,
  - l'école primaire de l'Orée de Vaure,
  - l'école primaire de Couffinal.
- Enseignement public secondaire avec:
  - la cité scolaire Vincent-Auriol : enseignement général et technologique (filière STIDD) de la 6e à la terminale et enseignement supérieur (BTS et licences professionnelles liés au métiers du bois en relation avec le lycée de l'ameublement),
  - le lycée professionnel des Métiers d'Art du Bois et de l'Ameublement : enseignement professionnel à partir de la 3e préparatoire à l'enseignement professionnel, CAP (bac+2), BMA (bac+2), DNA (bac+2), DNMADE (bac+3).
- Enseignement privé avec l'école primaire et le collège La Providence,

### Santé
Le centre hospitalier de Revel offre une capacité totale de 266 lits et places répartis sur trois sites (le bâtiment hôpital, la résidence de l'Étoile et la résidence Jean-Joseph Roquefort). Cet hôpital public de proximité possède une maison de retraite et une unité d'accueil Alzheimer (pas de service d'urgence).

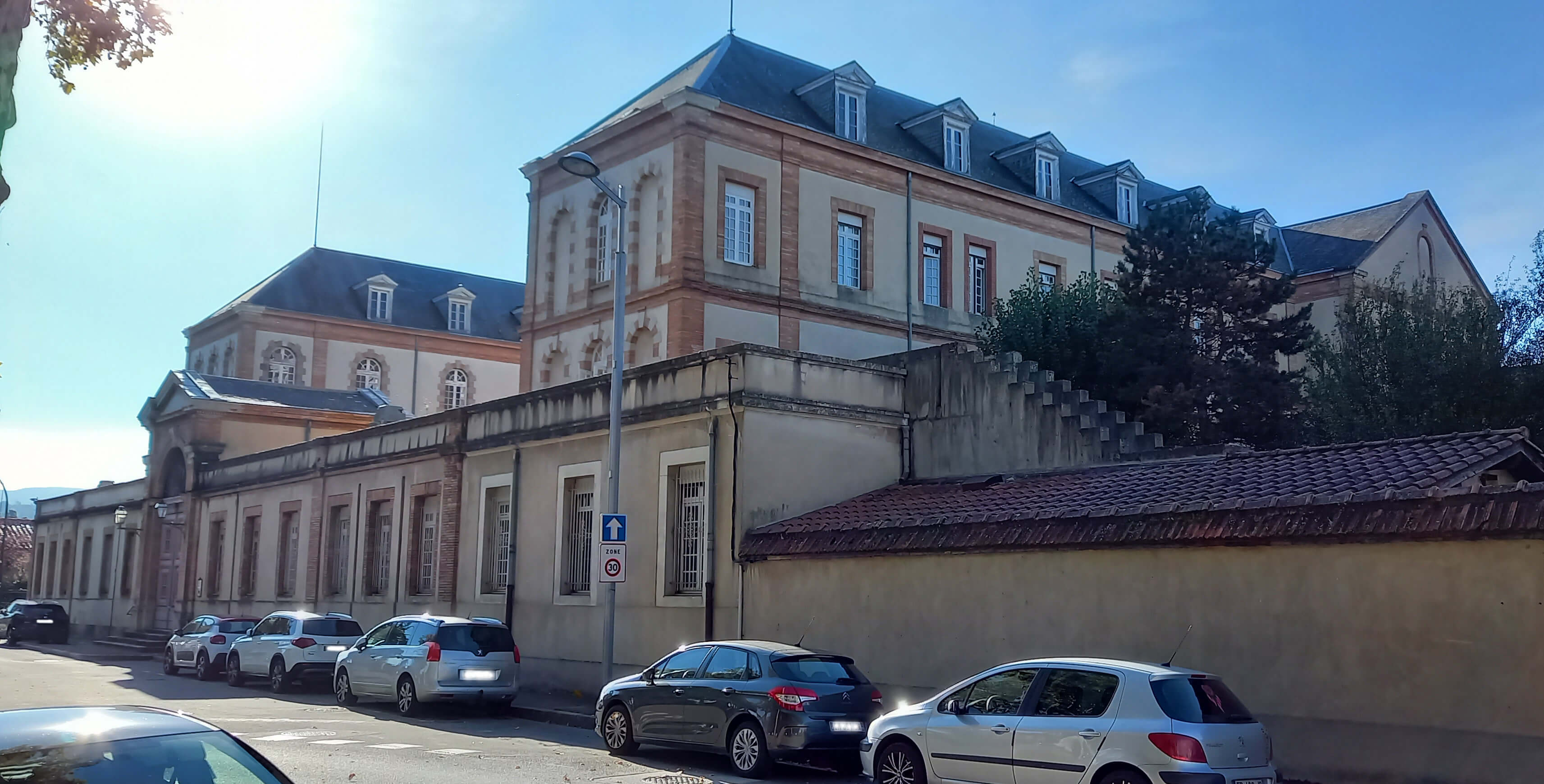
Hôpital 2 avenue Roger Ricalens

La résidence autonomie Jean Ricalens accueillent des personnes âgées ayant besoin d'une assistance médicale mais qui souhaitent conserver leur autonomie.
Revel possède également trois pharmacies, une quinzaine de médecins, deux Laboratoires d'analyses et un centre de radiologie.

### Sports

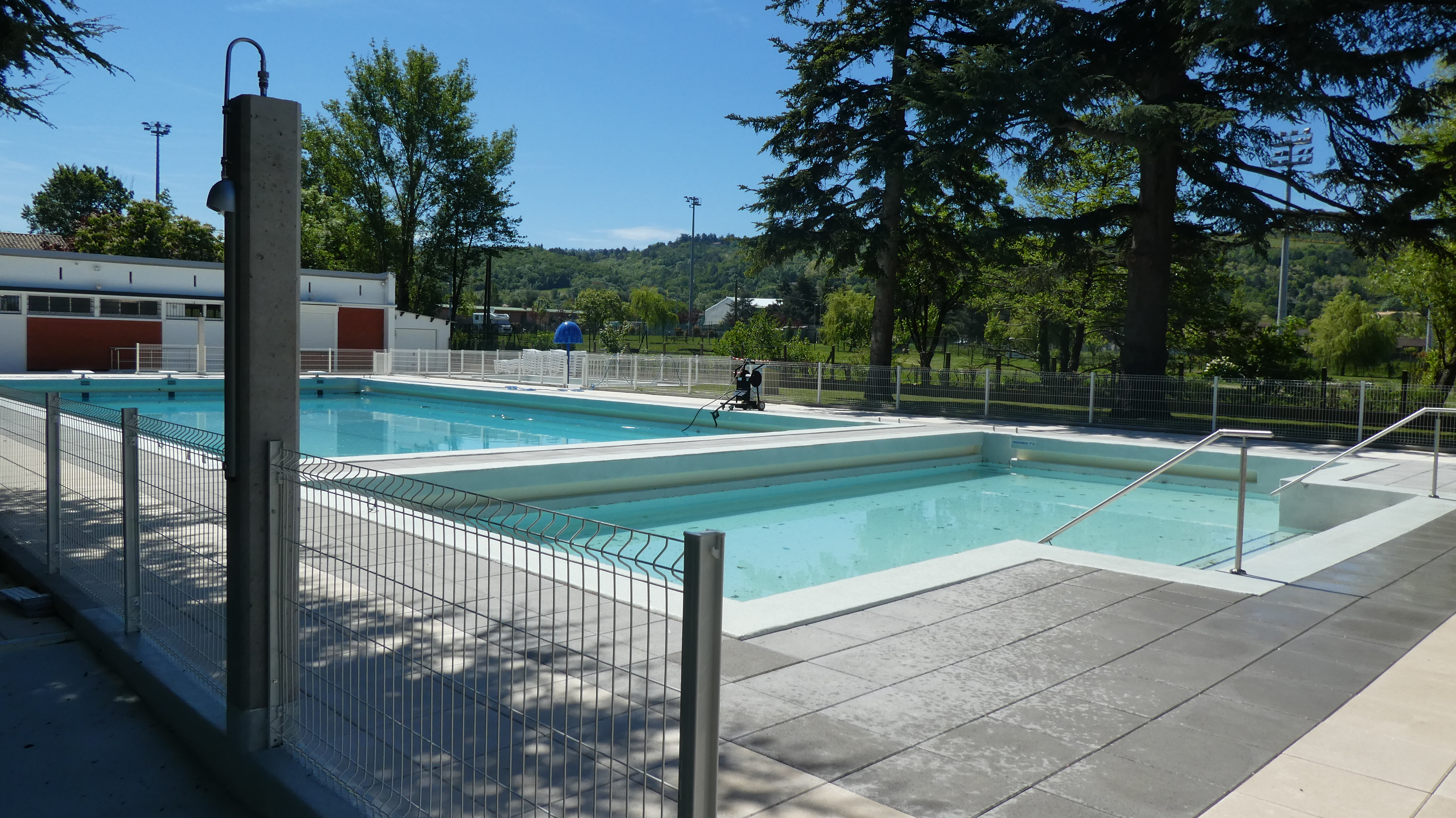
La piscine municipale de Revel

#### Infrastructures sportives
La commune de Revel possède diverses infrastructures sportives :
- une piscine municipale de plein air composée de 3 bassins, rénovée en 2018-2019,
- un stade municipal avec des terrains de football, rugby, des courts de tennis couverts et non-couverts, des pistes d'athlétisme,
- des salles omnisports où peuvent se pratiquer arts martiaux, athlétisme, badminton, escalade, GRS, handball, volley-ball…
- un skate-park.

#### Clubs sportifs
La commune possède plus de 200 associations dont une soixantaine de clubs sportifs. De nombreux sports sont représentés: aïki-goshindo, kin-jo, judo, karaté, muay thaï, danse classique et moderne, gymnastique rythmique et sportive, football, athlétisme, badminton, basket, boule lyonnaise, équitation, escalade, handball, sports mécaniques, randonnée, course à pied, rugby, natation, tennis, tennis de table, pétanque, volley-ball...
Revel est une ville résolument sportive. Elle a accueilli neuf étapes du Tour de France au cours des 50 dernières années. En 2016, la commune a été la ville arrivée de la 10e étape du Tour de France.

#### Aérodrome
Revel a organisé le premier meeting aérien de la Haute-Garonne le 3 juillet 1910, dans un champ, à côté de la route de Sorèze. L'activité aéronautique débute en 1930 à la Montagne Noire et c'est en 1946 qu'est créé l'aéroclub de Revel qui se situe sur l'aérodrome de Vauré (et s'appelle aussi aérodrome de Revel - Montgey).
Revel dispose également de l'aérodrome de la Montagne Noire (LFMG) à proximité, ce dernier est situé sur la commune de Labécède-Lauragais dans l'Aude et de Vaudreuille en Haute-Garonne.
Aucun des deux aérodromes n'est ouvert à la circulation aérienne publique.

## Économie

### Revenus
En 2018 (données Insee publiées en septembre 2021), la commune compte 4 515 ménages fiscaux, regroupant 9 341 personnes. La médiane du revenu disponible par unité de consommation est de 19 830 € (23 140 € dans le département). 42 % des ménages fiscaux sont imposés (55,3 % dans le département).

### Emploi
|                | 2008  | 2013   | 2018   |
| -------------- | ----- | ------ | ------ |
| Commune        | 9,7 % | 11,6 % | 11,8 % |
| Département    | 7,7 % | 9,6 %  | 9,3 %  |
| France entière | 8,3 % | 10 %   | 10 %   |

En 2018, la population âgée de 15 à 64 ans s'élève à 5 286 personnes, parmi lesquelles on compte 72,3 % d'actifs (60,5 % ayant un emploi et 11,8 % de chômeurs) et 27,7 % d'inactifs,. Depuis 2008, le taux de chômage communal (au sens du recensement) des 15-64 ans est supérieur à celui de la France et du département.
La commune est la commune-centre de l'aire d'attraction de Revel,. Elle compte 4 766 emplois en 2018, contre 4 603 en 2013 et 4 518 en 2008. Le nombre d'actifs ayant un emploi résidant dans la commune est de 3 259, soit un indicateur de concentration d'emploi de 146,2 % et un taux d'activité parmi les 15 ans ou plus de 46,8 %.
Sur ces 3 259 actifs de 15 ans ou plus ayant un emploi, 1 815 travaillent dans la commune, soit 56 % des habitants. Pour se rendre au travail, 81,1 % des habitants utilisent un véhicule personnel ou de fonction à quatre roues, 2,9 % les transports en commun, 11,7 % s'y rendent en deux-roues, à vélo ou à pied et 4,4 % n'ont pas besoin de transport (travail au domicile).

### Activités hors agriculture

#### Secteurs d'activités
1 086 établissements sont implantés à Revel au 31 décembre 2019. Le tableau ci-dessous en détaille le nombre par secteur d'activité et compare les ratios avec ceux du département,.
| Secteur d'activité                                                                                        | Commune | Commune | Département |
| Secteur d'activité                                                                                        | Nombre  | %       | %           |
| --- | ------- | ------- | ----------- |
| Ensemble                                                                                                  | 1 086   | 100 %   | (100 %)     |
| Industrie manufacturière, industries extractives et autres                                                | 110     | 10,1 %  | (5,7 %)     |
| Construction                                                                                              | 92      | 8,5 %   | (12 %)      |
| Commerce de gros et de détail, transports, hébergement et restauration                                    | 334     | 30,8 %  | (25,9 %)    |
| Information et communication                                                                              | 28      | 2,6 %   | (4,1 %)     |
| Activités financières et d'assurance                                                                      | 47      | 4,3 %   | (3,8 %)     |
| Activités immobilières                                                                                    | 50      | 4,6 %   | (4,2 %)     |
| Activités spécialisées, scientifiques et techniques et activités de services administratifs et de soutien | 141     | 13 %    | (19,8 %)    |
| Administration publique, enseignement, santé humaine et action sociale                                    | 171     | 15,7 %  | (16,6 %)    |
| Autres activités de services                                                                              | 113     | 10,4 %  | (7,9 %)     |

Le secteur du commerce de gros et de détail, des transports, de l'hébergement et de la restauration est prépondérant sur la commune puisqu'il représente 30,8 % du nombre total d'établissements de la commune (334 sur les 1086 entreprises implantées à Revel), contre 25,9 % au niveau départemental.

#### Entreprises et commerces
Les cinq entreprises ayant leur siège social sur le territoire communal qui génèrent le plus de chiffre d'affaires en 2020 sont :
- Nutrition et Santé, fabrication d'aliments homogénéisés et diététiques (298 326 k€) ;
- T3M Lavail, commerce de gros (commerce interentreprises) de matériel agricole (42 382 k€) ;
- Ducamy, hypermarchés (31 383 k€) ;
- Profiles Sud Pyrénees, profilage à froid par formage ou pliage (27 957 k€) ;
- SA Alti-Fers et Métaux Rigaudy et Fils, commerce de gros (commerce interentreprises) de minerais et métaux (18 741 k€).

### Agriculture
La commune est dans le Lauragais, une petite région agricole occupant le nord-est du département de la Haute-Garonne, dont les coteaux portent des grandes cultures en sec avec une dominante blé dur et tournesol. En 2020, l'orientation technico-économique de l'agriculture  sur la commune est la polyculture et/ou le polyélevage.
|               | 1988  | 2000  | 2010  | 2020  |
| ------------- | ----- | ----- | ----- | ----- |
| Exploitations | 81    | 48    | 40    | 30    |
| SAU (ha)      | 2 374 | 1 740 | 1 716 | 1 541 |

Le nombre d'exploitations agricoles en activité et ayant leur siège dans la commune est passé de 81 lors du recensement agricole de 1988  à 48 en 2000 puis à 40 en 2010 et enfin à 30 en 2020, soit une baisse de 63 % en 32 ans. Le même mouvement est observé à l'échelle du département qui a perdu pendant cette période 57 % de ses exploitations,. La surface agricole utilisée sur la commune a également diminué, passant de 2 374 ha en 1988 à 1 541 ha en 2020. Parallèlement la surface agricole utilisée moyenne par exploitation a augmenté, passant de 29 à 51 ha.

### Emploi

#### Services à l'emploi
- Comité de bassin d'emploi Initiative Emploi,
- Mission locale Haute-Garonne,
- Initiative emploi.

### Entreprises et commerces

#### Les distilleries
Get27

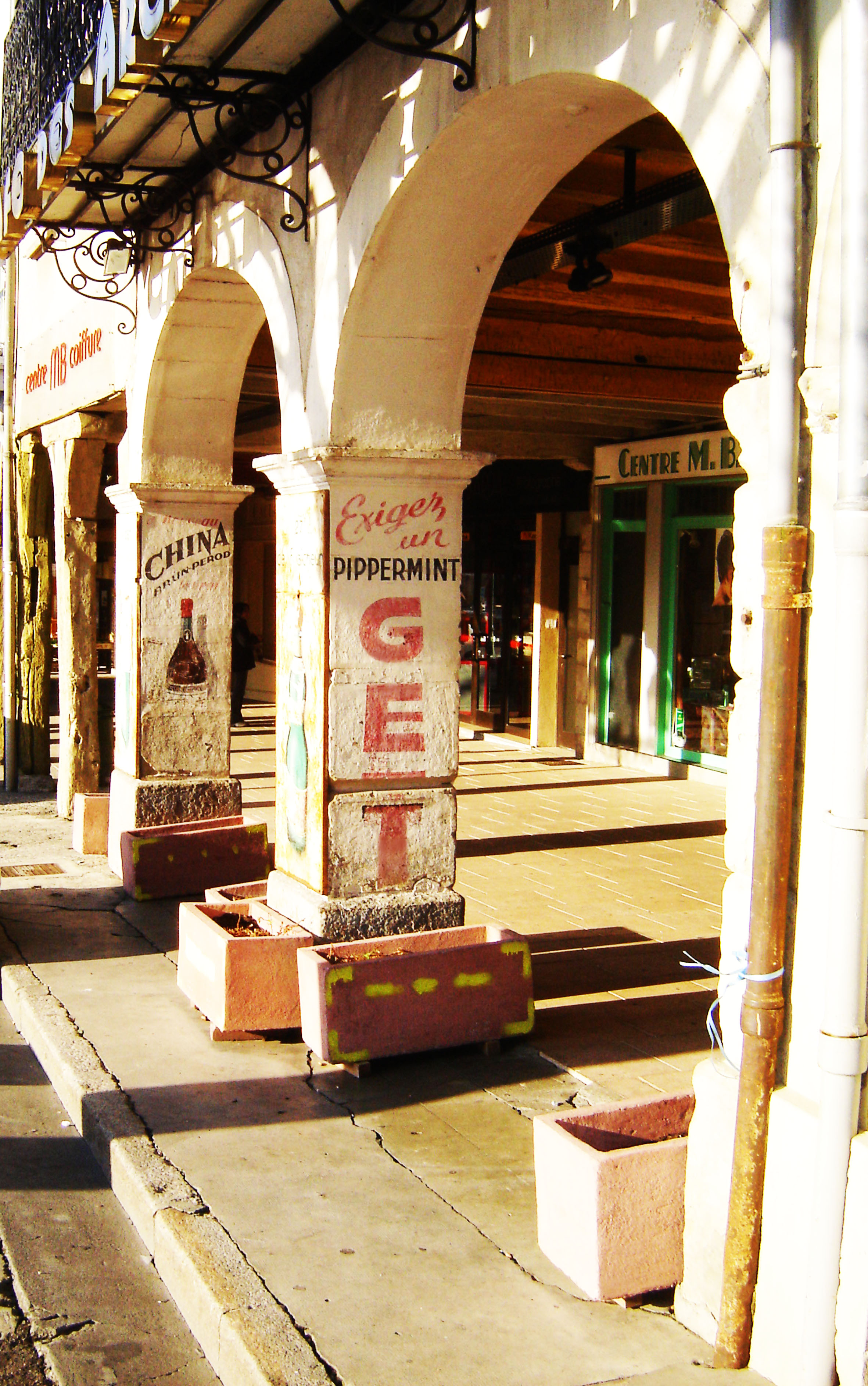
Piliers des garlandes, place Philippe VI de Valois à Revel

La crème de menthe est créée en 1796 par François Pons, distillateur à Revel.
En 1853, Jean et Pierre Get reprennent la distillerie. En 1858, elle devient "GET FRÈRES". Les deux frères améliorent au fil des ans la recette originale qui prend le nom de Pippermint (de l’anglais "pepper mint" qui signifie "menthe poivrée"). La boisson connaît un véritable succès.
En 1970, Pippermint change de nom. En référence à son fondateur, Jean Get, et à sa teneur en alcool de l’époque (27°), il devient Get 27.
En 1991, l’entreprise GET quitte définitivement Revel pour s'installer dans une usine plus moderne dans les Bouches-du-Rhône. Ce déménagement intervient après un rachat de l’entreprise par le groupe Martini & Rossi.
Distillerie de la Montagne Noire
Créée dans la première moitié du XIXe siècle, la distillerie est dirigée par la famille Raissac à partir de 1881. Elle se spécialise ensuite dans la fabrication des crèmes de fleurs de menthe blanche et verte : le mantalo et le peppermint Raissac.
Distillerie Franc
En 1880, la famille Franc installe un magasin rue Marius Audouy à Revel. La maison Franc produit une boisson sans alcool à base de fruits et d’épices.
En 1996, l’entreprise ferme ses portes, dépassée par le succès des boissons gazéifiées de l’époque. C’est la fin des liquoristes à Revel.

#### Autres entreprises
- Entreprises de l'ameublement de la filière bois,
- Usine agroalimentaire (Gerblé[54]).

## Culture locale et patrimoine

### Lieux et monuments

#### La halle et le beffroi
Datant du XIVe siècle, la halle centrale est l'une des plus grandes de France. Elle est composée de 79 poteaux de chêne et surmontée d’un beffroi de style néo-classique de 1834, symbole du pouvoir royal de la bastide. Historiquement, il était la maison des consuls, une prison, une salle des gardes et une tour de guet. L'ensemble est classé aux Monuments historiques depuis le 1er août 2006.
La halle couverte était destinée à des activités commerciales. Aujourd'hui encore, le marché de Revel rassemble de nombreux Révélois et touristes et fait partie des 100 plus beaux marchés de France. La place qui Philippe VI de Valois sur laquelle trône le beffroi et les garlandes a été l'objet d'un réaménagement en 2019. Il s'agit désormais d'un espace pavé et semi-piéton. C'est la première fois que cette place fait l'objet d'une telle redynamisation depuis 1343. Elle est classée cinquième dans Cinquième édition (2022).

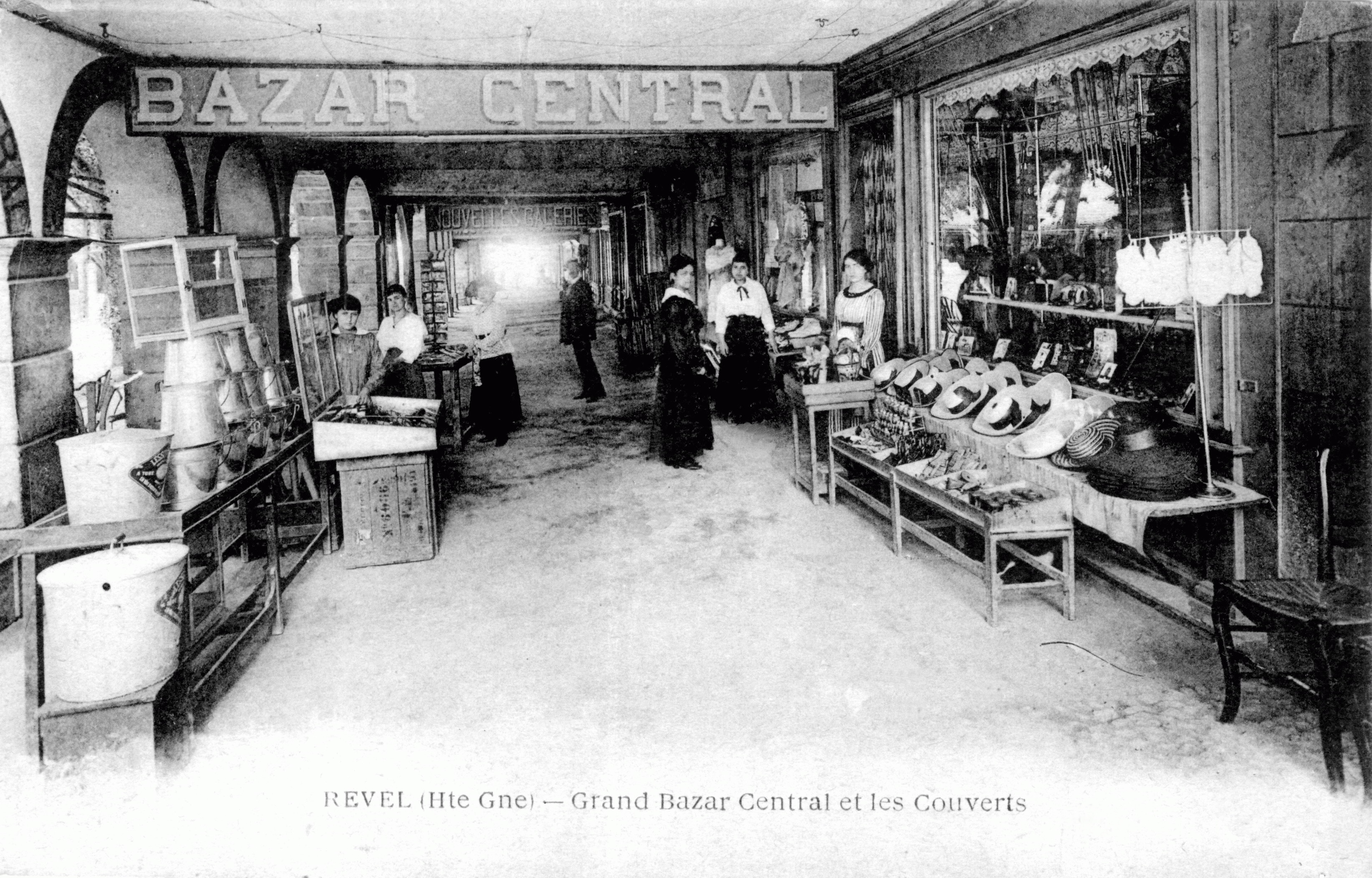
Les garlandes au début du XXe siècle.

#### Les garlandes
La place est entourée d’immeubles à galeries dits « garlandes » et de maisons de maître datant des XVIIe et XVIIIe siècles.
L’existence des galeries ou couverts était prévue dans la charte de Revel et les propriétaires des maisons avaient le droit d’y installer des étals et des bancs dont ils pouvaient tirer revenus à condition de laisser un passage. Plusieurs de ces maisons ont été détruites au cours des âges par des incendies. Certaines ont conservé leur aspect d’antan et présentent d’élégants colombages.
À l’origine, les piliers qui les supportaient étaient en bois, la plupart ont été reconstruits en briques, en pierre ou simplement maçonnés.
En 1999, les garlandes ont subi d’importants travaux de rénovation. Les faux plafonds avaient été démolis, les plâtres et les charpentes grattés puis brossés pour retrouver des teintes d’autrefois et les restaurer. Ces travaux avaient été menés par deux entreprises artisanales spécialisées dans la restauration de peintures et le décor sous les regards avisés de l’architecte en chef aux Bâtiments de France.

#### Le lac de Saint-Ferréol

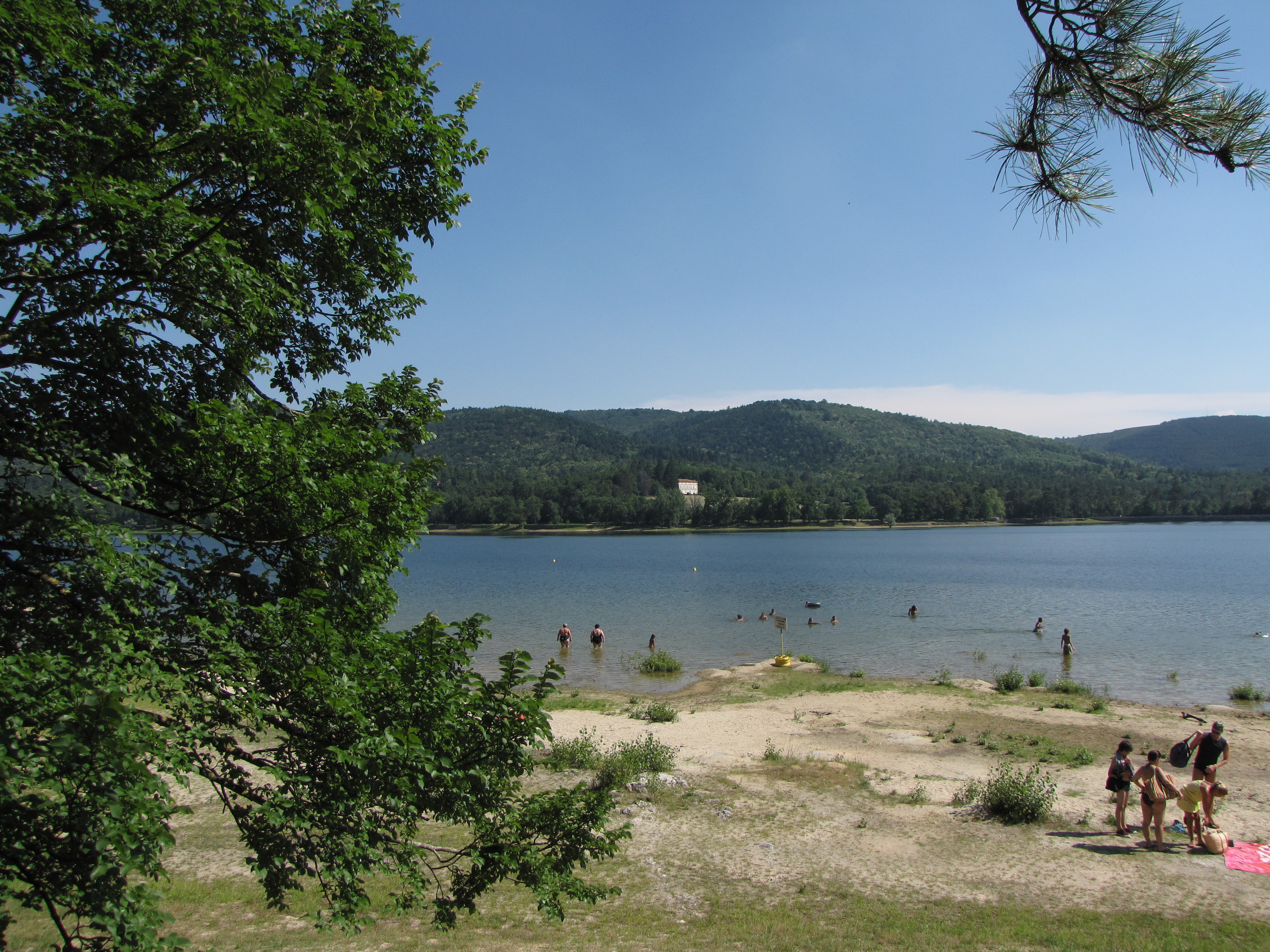
Le lac de Saint-Ferréol

Le lac de Saint-Ferréol fut pendant plus de 200 ans le plus grand barrage d’Europe.
Bâti par Pierre-Paul Riquet en 1667, le lac de 67 hectares à la particularité d’être sur trois départements et quatre communes : Revel et Vaudreuille (Haute-Garonne), Sorèze (Tarn) et Les Brunels (Aude).
Le barrage est classé au titre des Monuments Historiques depuis le 13 mars 1997.

#### L'église Notre-Dame-des-Grâces
D'aspect néo-byzantin, l'église Notre-Dame-des-Grâces a été construite au milieu du XIVe siècle sur son emplacement actuel
Pendant les guerres de religion, l'église fut pillée, remise en état, démolie et reconstruite au début du règne d'Henri IV. Abattue une nouvelle fois sous Louis XIII, elle fut modestement réédifiée et tiendra jusqu'en 1736. D'importants travaux d'agrandissement et de consolidation auront ensuite lieu aux XVIIIe et XIXe siècles.

L'orgue de tribune situé dans l'église est inscrit au titre des Monuments historiques pour le buffet à 5 tourelles, la partie instrumentale de l'orgue, la console, séparée et tournée face à la nef, comporte trois claviers manuels (grand orgue, 11 jeux ; positif, 3 jeux ; récit expressif, 8 jeux) et un pédalier droit à l'allemande (4 jeux). Il est l'œuvre de plusieurs facteurs d'orgue : François Chavant, Louis Chavant, Théodore Puget puis son fils Baptiste Puget en 1880.

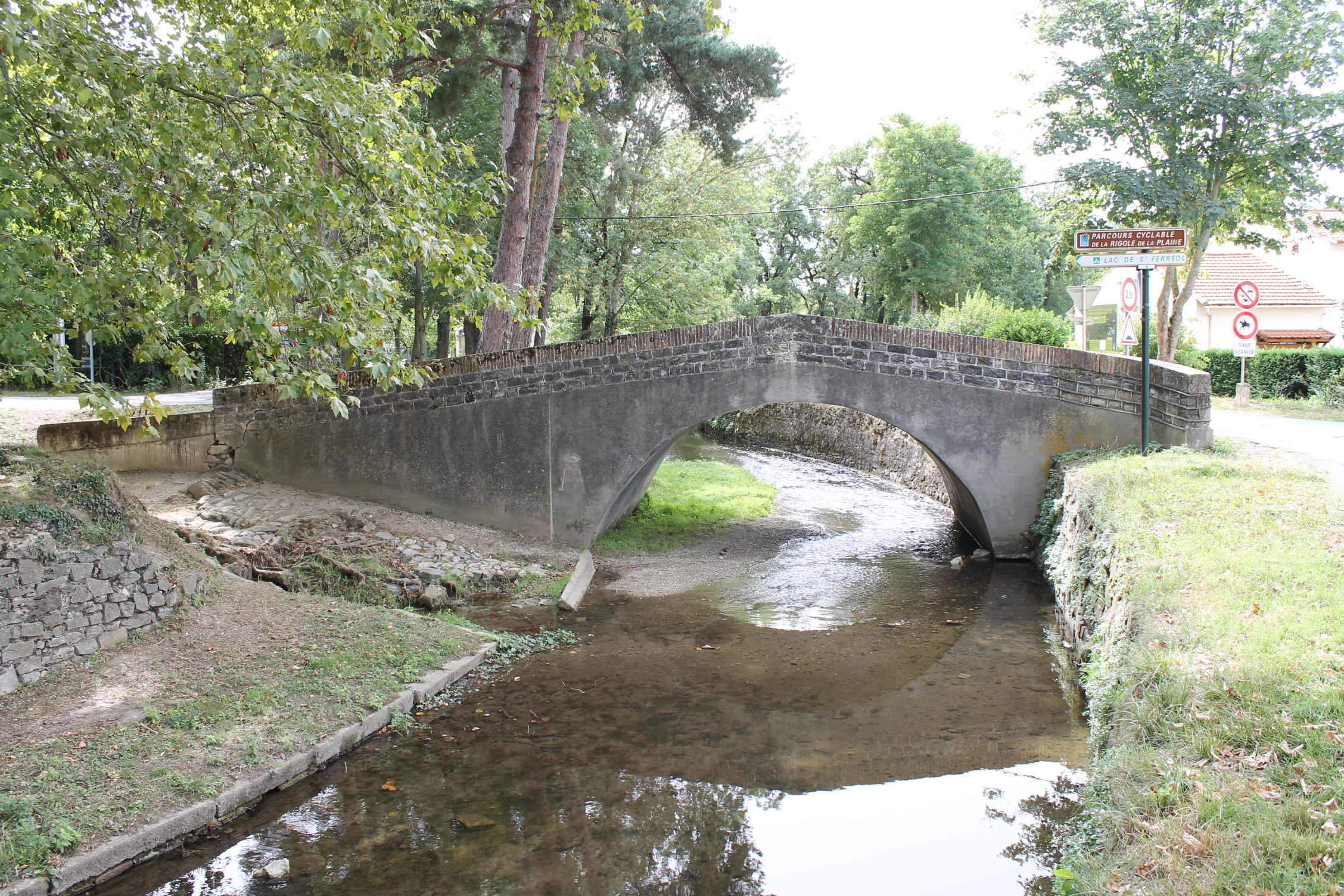
Pont du Riat.

#### Autres monuments
- Le pont du Riat, classé au titre des Monuments historiques depuis le 24 avril 1998[63],
- La fontaine des Trois Grâces[64] représentant les divinités gréco-romaines Aglaé, Thalie et Euphrosyne. L’original de cette sculpture réalisée par Germain Pilon se trouve au musée du Louvre.
- Le moulin du Roy,
- Les quais de la Rigole,
- Les vestiges des remparts, encore visibles à certains endroits de la ville.
- La chapelle de l'hôpital Jean-Joseph Roquefort de Revel.
- La chapelle des Filles de la charité de Revel, faisant avant partie de l'école et collège privé La Providence, elle aujourd'hui partie des salles de classe d'Imara[65],[66].
- La chapelle Saint-Pierre-de-Calvayrac[67].
- Le temple de l'église protestante unie de France de Revel.

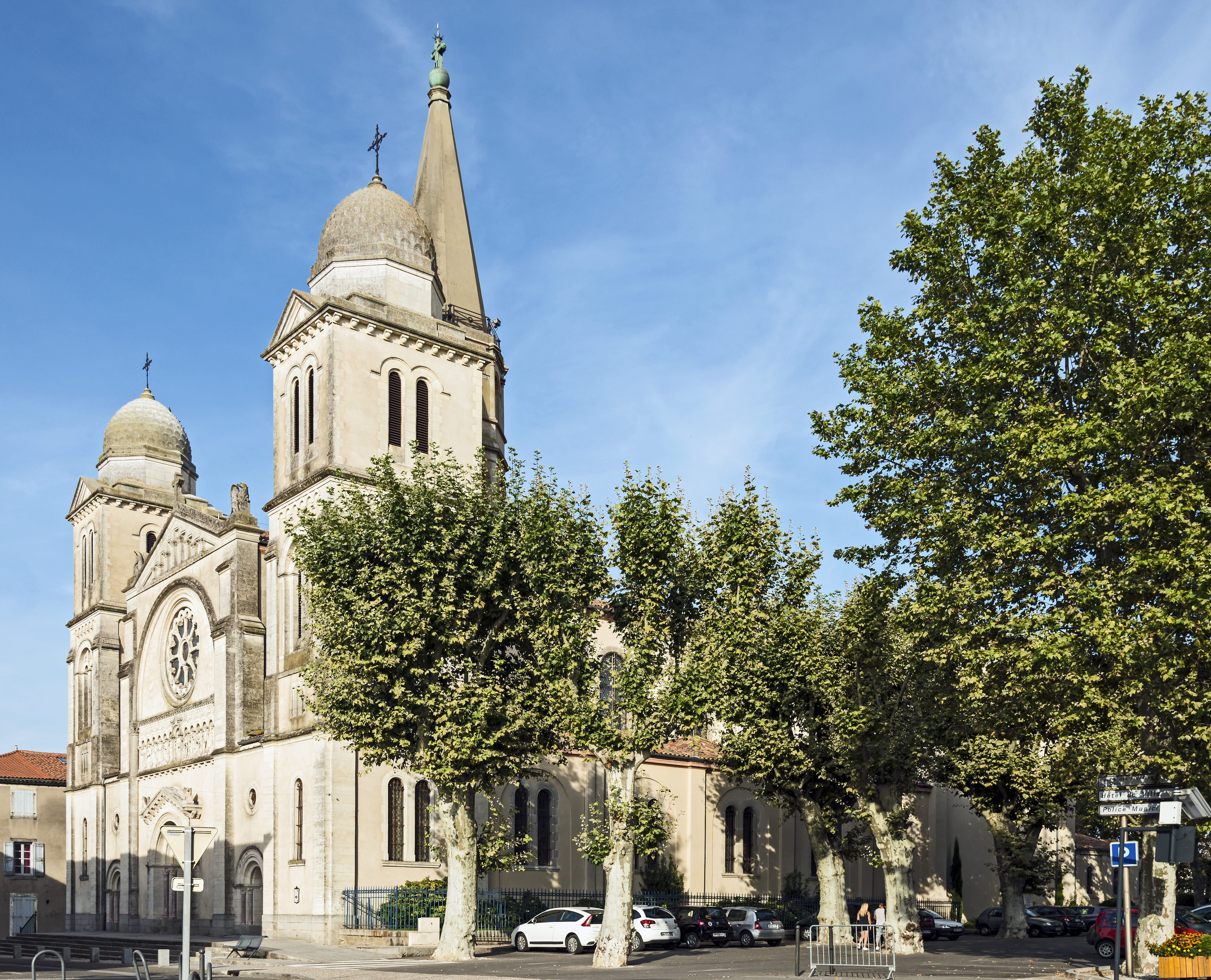
L'église Notre-Dame-des-Grâces.
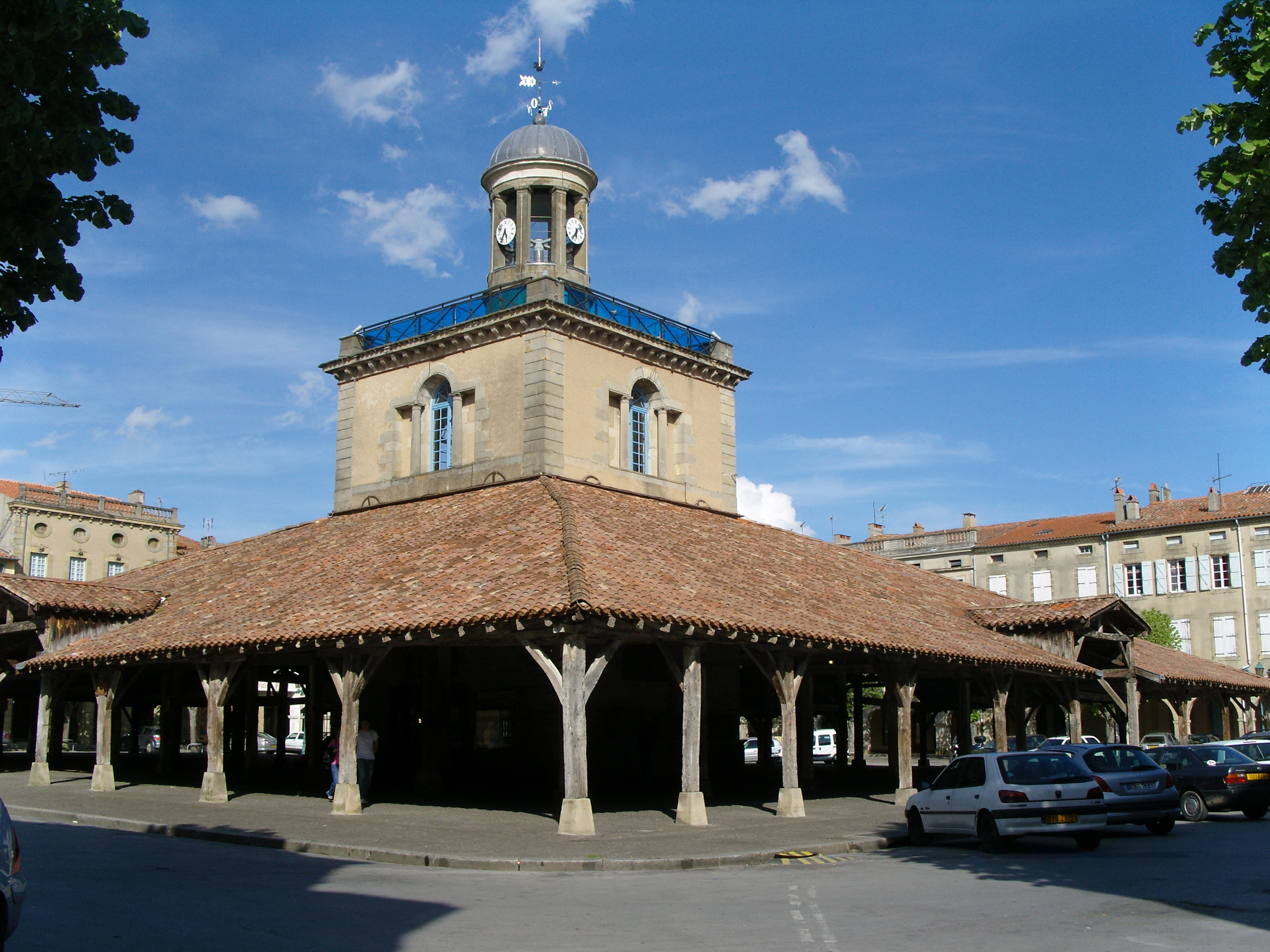
Le halle centrale et son beffroi.
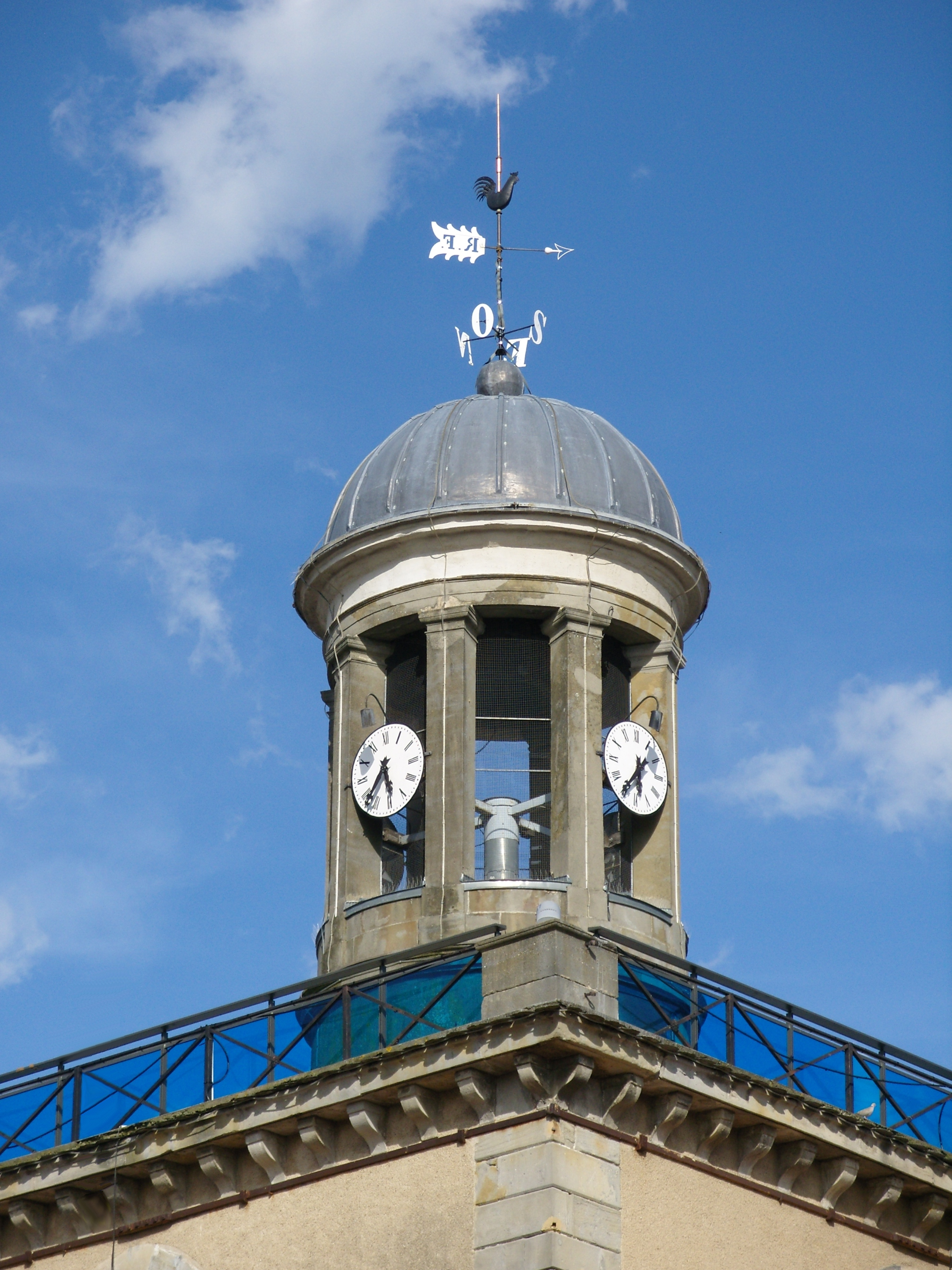
Détail du beffroi.
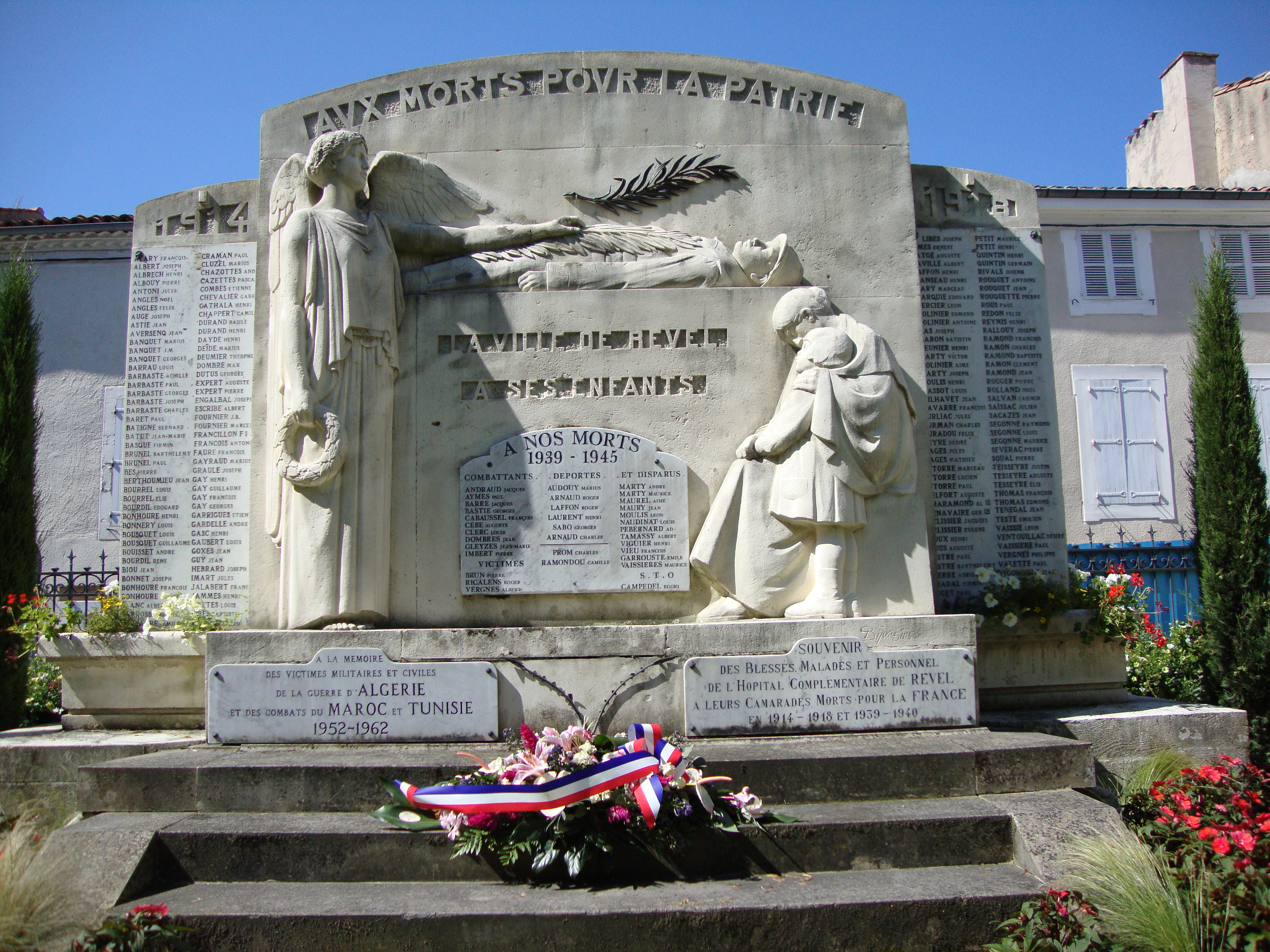
Monument aux morts.
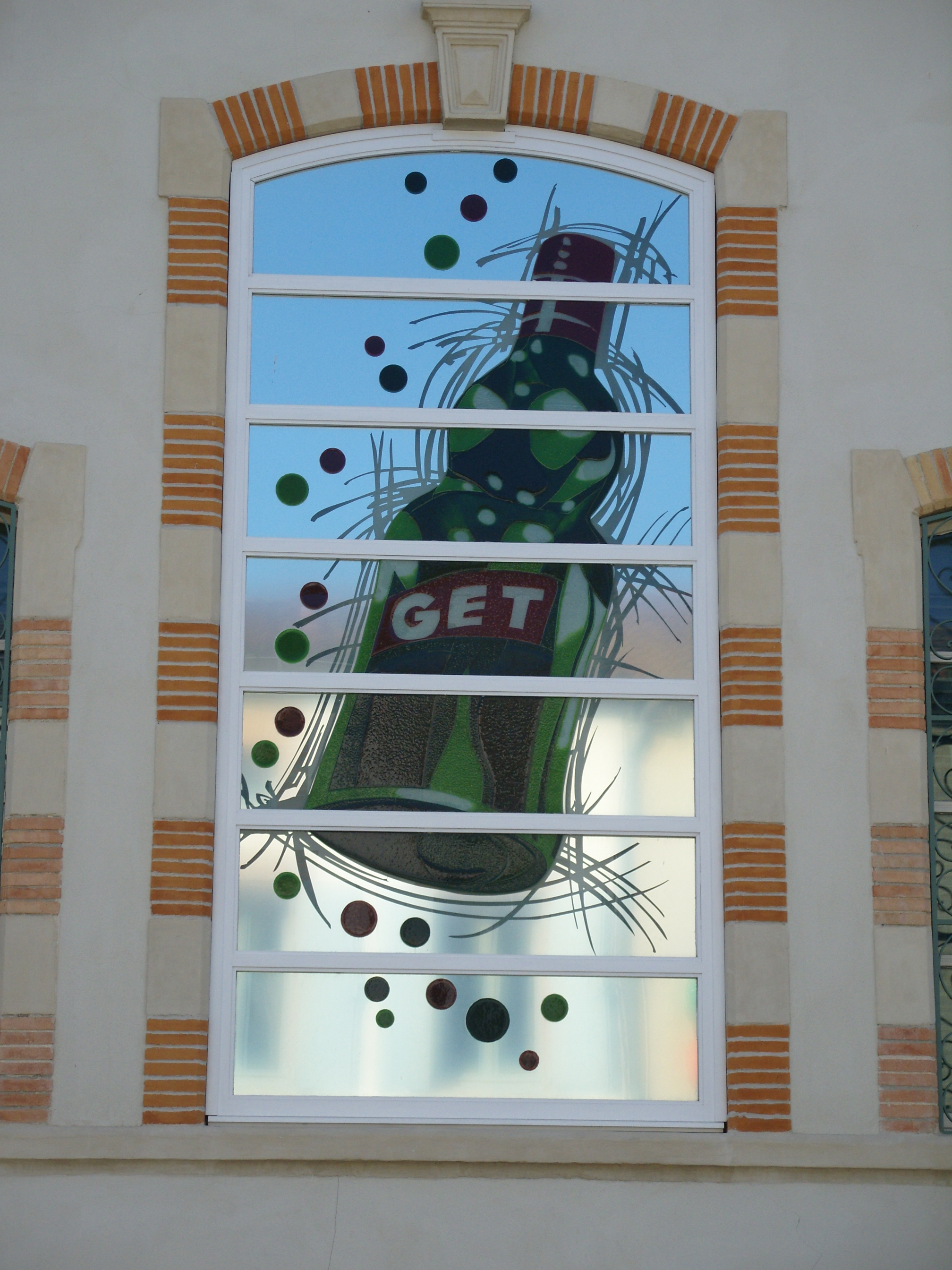
Vitrail Get 27 sur les murs de l'ancienne usine de liqueur.

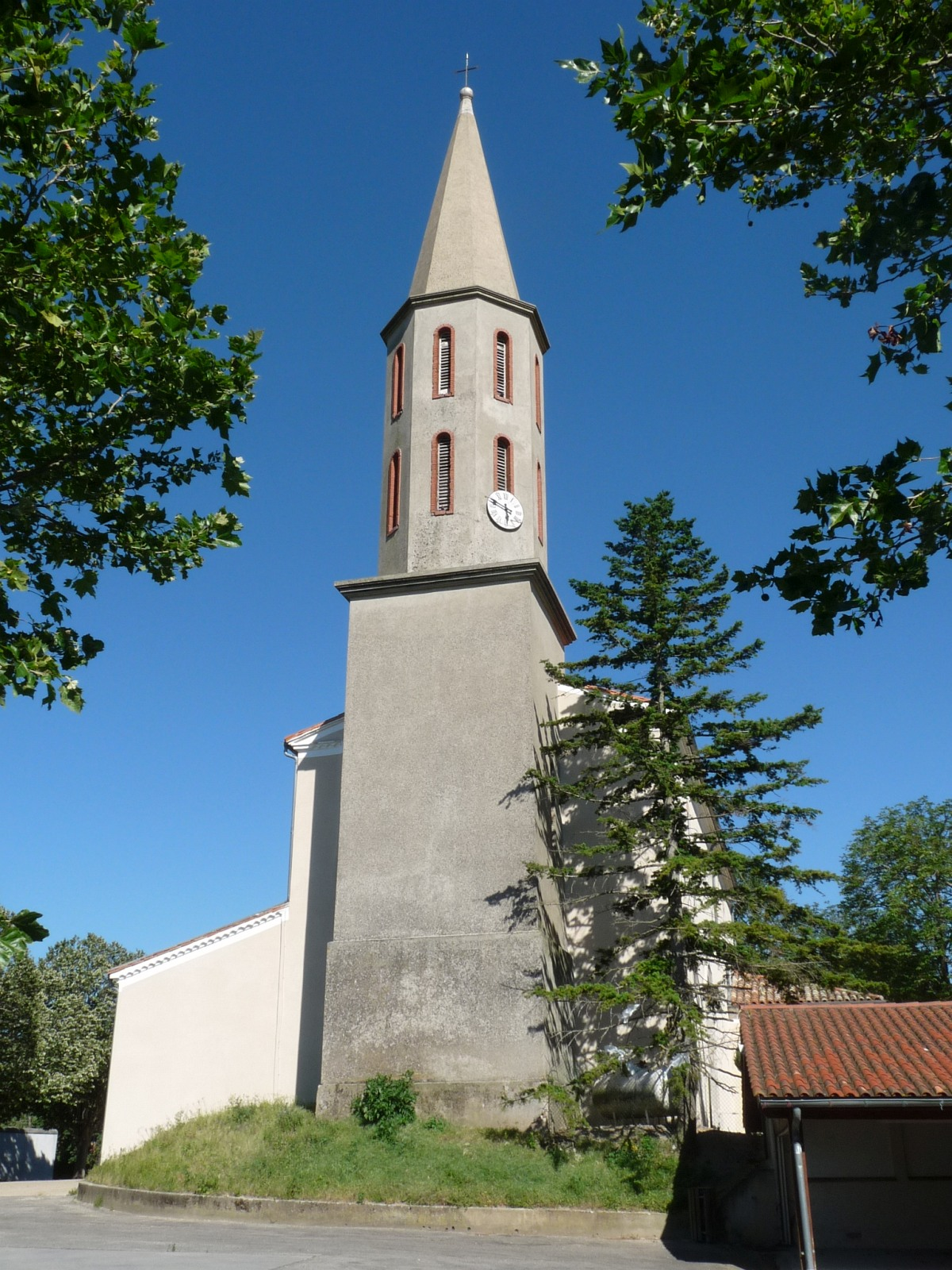
Église Saint-Saturnin de Dreuilhe

#### Hameau de Couffinal
- Église Saint-André de Couffinal.

#### Hameau de Dreuilhe
- Église Saint-Saturnin de Dreuilhe.

### Équipements culturels

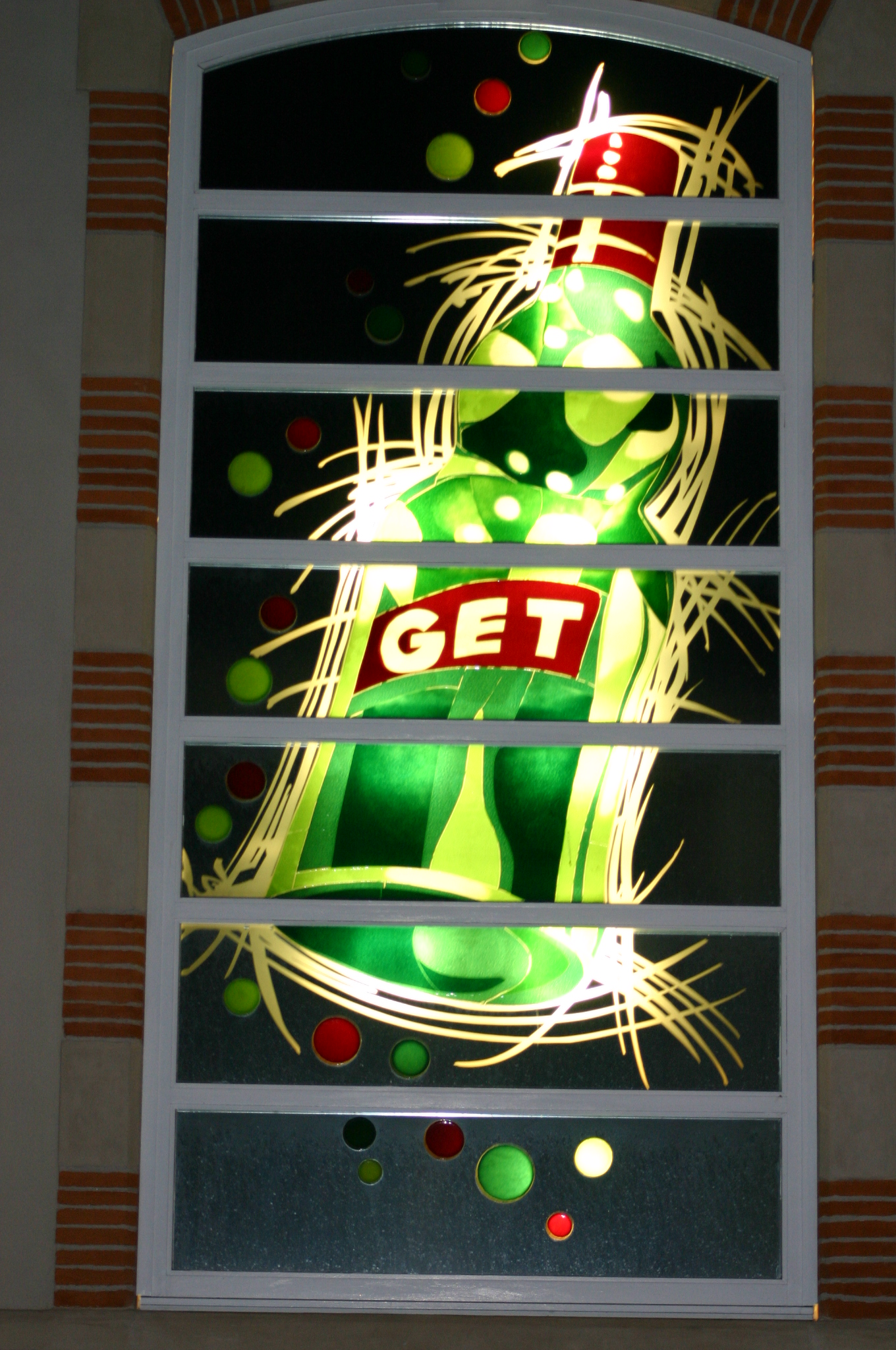
Vitrail Get 27 sur la façade du centre culturel

#### Le centre culturel GET
Ancien lieu de fabrication de la liqueur Get27, le centre culturel accueille aujourd’hui plusieurs activités culturelles et associations dans plusieurs salles spécialement aménagées :
- la médiathèque,
- le cinéma Ciné-Get qui possède une salle (la salle Claude-Chabrol),
- des salles accueillant la pratique d'associations diverses (cours de musique, danse, fitness, yoga, chant...).

#### Le musée du bois et de la marqueterie
Reconnue comme la cité du meuble d'art à la fin du XIXe siècle, Revel doit sa notoriété grâce un ébéniste versaillais, Alexandre Monoury, qui s’y installe en 1888. Grâce à l’excellence de ses marqueteurs, ébénistes, ciseleurs, graveurs, laqueurs, ferronniers, tapissiers et autres décorateurs, la commune continue aujourd’hui de valoriser et de soutenir la transmission ce savoir-faire d’exception.
Situé au cœur de la ville, le musée du bois et de la marqueterie vous fera découvrir l’histoire des artisans locaux qui ont contribué à la renommée de la ville. Ce musée unique en France est situé dans la Maison du Sénéchal, une des plus anciennes demeures de Revel datée du XVIIe siècle. La collection du musée se compose de 900 pièces : meubles, outils, éléments de décor et objets d’art du XVIIIe au XXIe siècle.

#### Autres équipements culturels
- la ludothèque municipale (lieu tout public où l'on pratique le jeu sur place ainsi que le prêt de jeux), composé d'un ludothécaire et d'un animateur,
- l’espace jeunes : il propose des activités, des projets et des séjours aux 11-17 ans grâce à une équipe d’animation, composée d’un coordinateur et de 6 animateurs diplômés,
- la salle Claude Nougaro : nommée en hommage au chanteur et poète originaire du Sud-Ouest, la salle a été récemment rénovée et peut accueillir jusqu’à 1 390 personnes.

### Manifestations culturelles et festivités

#### Le marché de Revel
Depuis plus de six cents ans, les fermiers vendent leur production chaque samedi matin. Le marché de Revel est classé parmi les 100 plus beaux marchés de France et fait la fierté des autochtones. Il représente une certaine activité économique, notamment grâce à son attrait touristique. En outre, il est à l'origine d'inspirations de nombreux artistes de tous lieux et de toutes époques.

#### Festivités
- juillet : "Lire à la plage" proposée par la médiathèque municipale.
- juillet : Festi'menthe. Festival aux couleurs du Get 27 et organisé depuis 4 ans, se déroulant le temps d'un week-end dans la ville.
- Juillet : Estiv’Halles. Festival dont le but est de rendre la musique classique accessible à tous et mettre en valeur le patrimoine local. A lieu chaque année durant la dernière semaine de juillet.
- juillet :  Festival Europa. Tous les deux ans, le festival met à l’honneur un pays d'Europe à travers concerts et activités culturelles. La Grèce, l'Allemagne et l'Irlande ont déjà été fêtés à Revel.
- 14 juillet : feu d'artifice au beffroi.
- début août : pyroféérie de Saint-Ferréol.
- juillet / août : marchés des producteurs de pays et marchés de nuit à Saint-Ferréol...

### Personnalités liées à la commune
- Philippe VI de France (1293-1350) : premier roi de France de la branche capétienne des Valois ;
- Guillaume Flote (ca 1280-1365) : chancelier du roi Philippe VI, instructeur pour Philippe VI de Valois, du dossier de constitution de la bastide de Revel ;
- Agot de Baux, sénéchal de Toulouse ;
- Pierre-Paul Riquet (1609-1680) : ingénieur et entrepreneur à l'origine du canal du Midi et du lac de Saint-Ferréol ;
- David Martin (1639-1721) : théologien protestant né à Revel ;
- François-Hyacinthe de Las Cases (1733-1780), militaire ;
- François-Marie Cailhasson (1758-?) : député de la Haute-Garonne ;
- Augustin Avrial (1840-1904) : membre du Conseil de la Commune de Paris, né à Revel ;
- Vincent Auriol (1884-1966) : premier président de la IVe République française, né à Revel ;
- Élie-Antoine Durand (1888-1939), évêque de Montauban de 1935 à 1940, né au hameau de Couffinal[68] ;
- Georges Artemoff (1892-1965) : artiste peintre et sculpteur russe, habitant (1951-1965) et mort à Revel ;
- Georges Sabo (1897-1945) : résistant, à l’initiative de la création du groupe de résistants de Revel affilié au mouvement Libération-Sud ;
- Georges Brousse (1909-1980) : homme politique mort à Revel ;
- Yves Brunaud (1920-1962), aviateur mort à Revel ;
- Paul Schaffer (1924-2020) : industriel, ancien déporté, fait citoyen d'honneur de la ville ;
- Alexandre Monoury : ébéniste à l'origine de l'artisanat du meuble à Revel[69] ;
- Frédéric Bézian (1960-) : auteur de bande dessinée français, né à Revel ;
- Xavier Azalbert (1964-),  entrepreneur et conspirationniste né à Revel.
- Christophe Pélissier (1965-) : né à Revel, footballeur, entraîneur (Luzenac Ariège Pyrénées et actuellement  Auxerre) ;
- Laurent Labit (1968-) : rugbyman français, né à Revel ;
- Mickaël Bourgain (1980-) : champion cycliste professionnel sur piste ;

### Héraldique
| Blason de Revel | Blason  | De gueules à la lettre R capitale d'or (ou d'argent). |
| Blason de Revel | Détails | Il est à noter que, fait rare, la municipalité de Revel somme le blason de sa ville non pas d'une couronne murale, mais de la couronne royale de France. Le statut officiel du blason reste à déterminer. |
| Blason de Revel | Alias   | D'azur à la lettre R capitale d'argent (d'or) surmontée d'une couronne d'or. Version attribuée par Charles d'Hozier en 1696.                                                                              |